# Exo (groupe sud-coréen)
Pour les articles homonymes, voir Exo.
Ne pas confondre avec « EXO Next Door », un web-drama basé sur le groupe.
EXO (coréen : 엑소) est un groupe sud-coréo-chinois formé en 2011 et produit par le label SM Entertainment.
Le groupe était anciennement composé de 12 membres : six faisaient la promotion des EXO en Corée du Sud : les EXO-K comprenant Suho, Kai, D.O, Sehun, Baekhyun et Chanyeol, et six autres faisaient la promotion en Chine : les EXO-M avec Lay, Tao, Luhan, Chen, Xiumin et Kris. Pour diverses raisons, le groupe ne compte plus que neuf membres à la suite des départs de trois membres du sous-groupe EXO-M (Wu Yifan, Lu Han et Zitao Huang).
Le groupe sort son premier album, XOXO, le 3 juin 2013. Leur second album, EXODUS, sort le 30 mars 2015 et se vend à près de 8,7 millions d'exemplaires en moins de 8 mois. Il gagne le titre de l'album le plus vendu de l'année aux World Music Awards 2015. Leur troisième album, EX'ACT, sort le 9 juin 2016, ses pré-ventes ont dépassé les 660 000 copies en s’approchant même du million, battant le record de leur album précédent et faisant de cet album, l'album le plus pré-vendu de tous les temps. Leur quatrième album, The War, avec un nouveau style de musique adopté par EXO pour la première fois présente le plus grand nombre de pré-commandes de tous les temps pour un album K-pop, à plus de 800 000 copies physiques, battant ainsi le record détenu par leur précédent album EX'ACT. Leur cinquième album Don't Mess Up My Tempo, sorti le 2 novembre 2018, a cumulé 2 108 000 ventes d'après le United World Album Chart. Leur sixième album Obsession, sorti le 27 novembre 2019, est le premier album du groupe à être promu avec six membres seulement. En effet, Xiumin et D.O. n'ont pas pu participer à la production de l'album en raison de leur service militaire. Lay, quant à lui, n'a pas non plus participé en raison de ses activités en Chine. Le lendemain de la sortie de l'album, celui-ci a pris la première place du Top Albums Charts d'iTunes dans 60 pays. L'opus a également été en tête de plusieurs charts quotidiens en Corée du Sud, en plus de charts chinois importants, notamment QQ Music, KuGou Music et Kuwo Music.
Selon Gaon Chart, depuis sa création en 2012, EXO domine le classement avec une véritable constance au haut niveau et déjà plus de cinq millions d'albums vendus.
En 2018, d'après SM Entertainment, plus de 10 millions d'albums (physiques) du groupe, à savoir cinq albums studio, six mini-albums et deux albums live, ont été vendus depuis 2012 (très exactement 10 000 205 copies). Parmi les artistes sud-coréens qui ont fait leurs débuts après les années 2000, EXO est le seul à avoir franchi ce seuil, a indiqué l'agence. Ces exploits historiques leur ont valu à deux reprises un passage aux informations sur la chaîne YTN (en).

## Biographie

### 2011: Formation

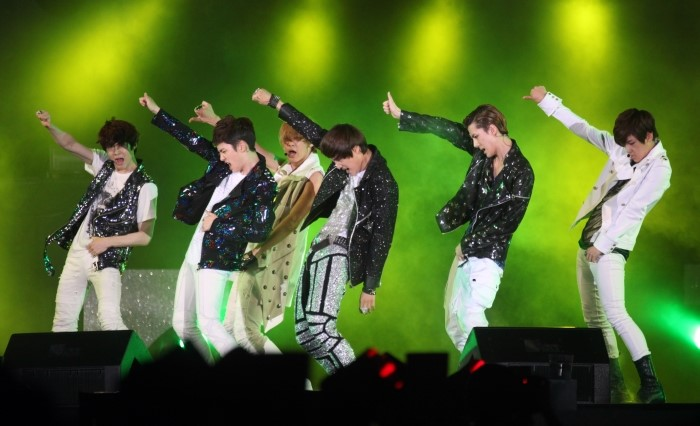
EXO-K.

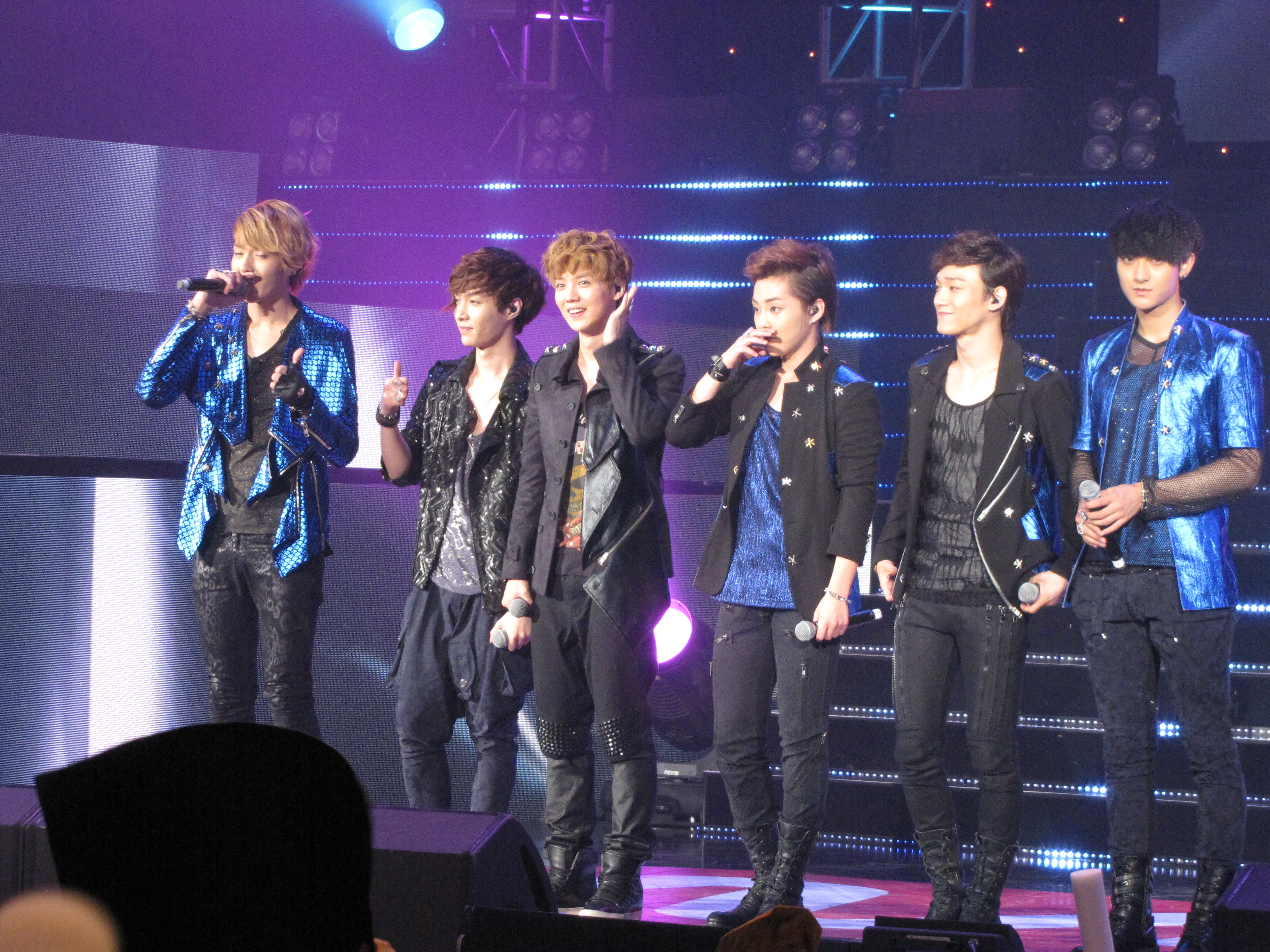
EXO-M.

En janvier 2011, le producteur Lee Soo-man de SM Entertainment annonce ses plans pour faire lancer un nouveau boys band en mars ou avril 2011. Temporairement nommé « M1 », le groupe est supposé être constitué de sept membres après la diffusion d'une photo d'eux en ligne dans un studio de danse. En mai 2011, Lee parle du groupe dans un séminaire d'une entreprise Hallyu qui s'est tenue à l'université Stanford.
Dans sa présentation, il explique qu'il compte séparer le groupe en deux sous-groupes, « M1 » et « M2 », les faire promouvoir les mêmes chansons, chacun dans son pays respectif, Corée du Sud et Chine, et que les singles seraient chantés en coréen et en mandarin. Lee a ensuite prévu de lancer le groupe en mai 2011, mais leur premier album a été retardé, et les nouvelles les concernant n'ont pas fait surface avant octobre 2011, lorsque Soo-man a brièvement discuté des plans conceptuels du groupe dans un entretien avec le Chosun Ilbo.
En décembre 2011, le boys band est finalement renommé « EXO », avec également EXO-K pour le sous-groupe de Corée du Sud et EXO-M pour le sous-groupe de Chine. Les douze membres ont progressivement fait leur entrée au sein du groupe de décembre 2011 à février 2012. Certains ont par ailleurs effectués leurs débuts au SBS Gayo Daejun le 29 décembre 2011.

### 2012: Débuts avecMama

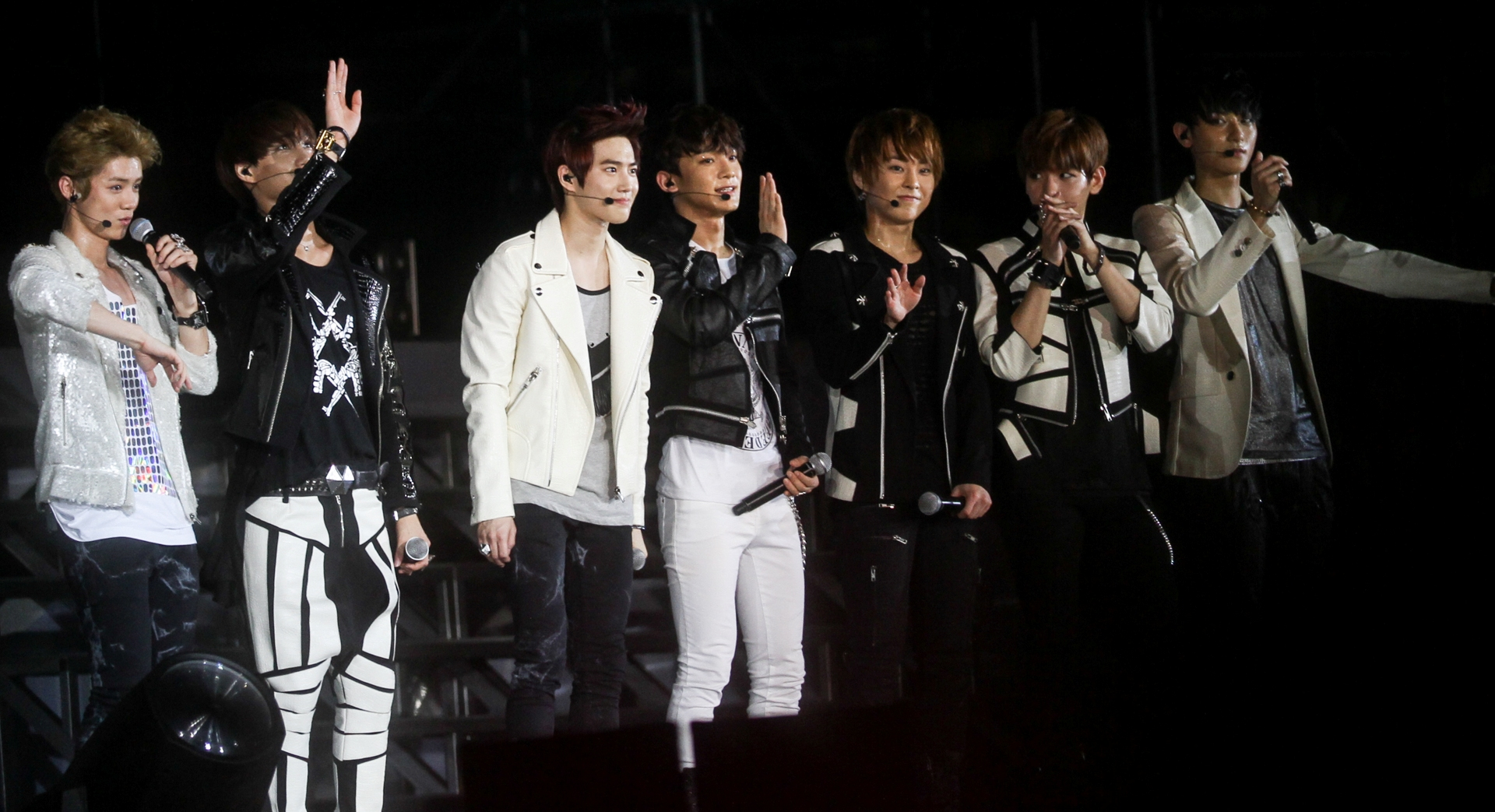
EXO sur scène en 2012.

EXO-K et EXO-M révèlent le single What Is Love le 29 janvier 2012 sur iTunes et sur divers autres charts en ligne chinoises et sud-coréennes. La chanson a atteint la 88e place sur le Gaon Chart en Corée du Sud. Le 9 mars, le groupe sort le single History, qui a été écrit et produit par Thomas Troelsen et Remee. Le single s'est classé 68e sur le Gaon Chart et 6e à la Sina Music Chart en Chine.
Une série de concerts a été organisée par le groupe et a eu lieu au Stade olympique de Séoul le 31 mars, une centaine de jours après qu'EXO ait publié leur premier teaser le 21 décembre 2011. Environ 3 000 fans sur 8 000 ont été sélectionnés pour y participer en tant que spectateurs. La même chose a été faite en Chine à l'Université de commerce international et d'économie de Pékin, le 1er avril.
EXO-K et EXO-M sortent leur second single intitulé Mama le 8 avril 2012, suivi de l'EP le 9 avril. Le 8 avril, EXO-K effectue sa première promotion pour Mama, leur mini album, en Corée du Sud dans l'émission The Music Trend (SBS), tandis qu'EXO-M effectue sa promotion en Chine, au 12e Yinyue Fengyun Bang Awards. Un jour après sa sortie, Mama atteint la 1re place sur divers classements chinois en ligne. L'album éponyme d'EXO-M atteint la 2e place en Chine sur la Sina Album Chart, la 6e place en Corée du Sud sur les charts de Gaon et la 12e place sur le « Billboard World Albums Chart ». L'album d'EXO-K atteint la 1re place sur les charts de Gaon et la 8e place au « Billboard World Albums Chart ». Le clip de Mama version EXO-M a obtenu la première place en Chine sur les sites de streaming et la version EXO-K a atteint le septième rang mondial sur le graphique de YouTube.

### 2013:XOXO,Wolf,Growl

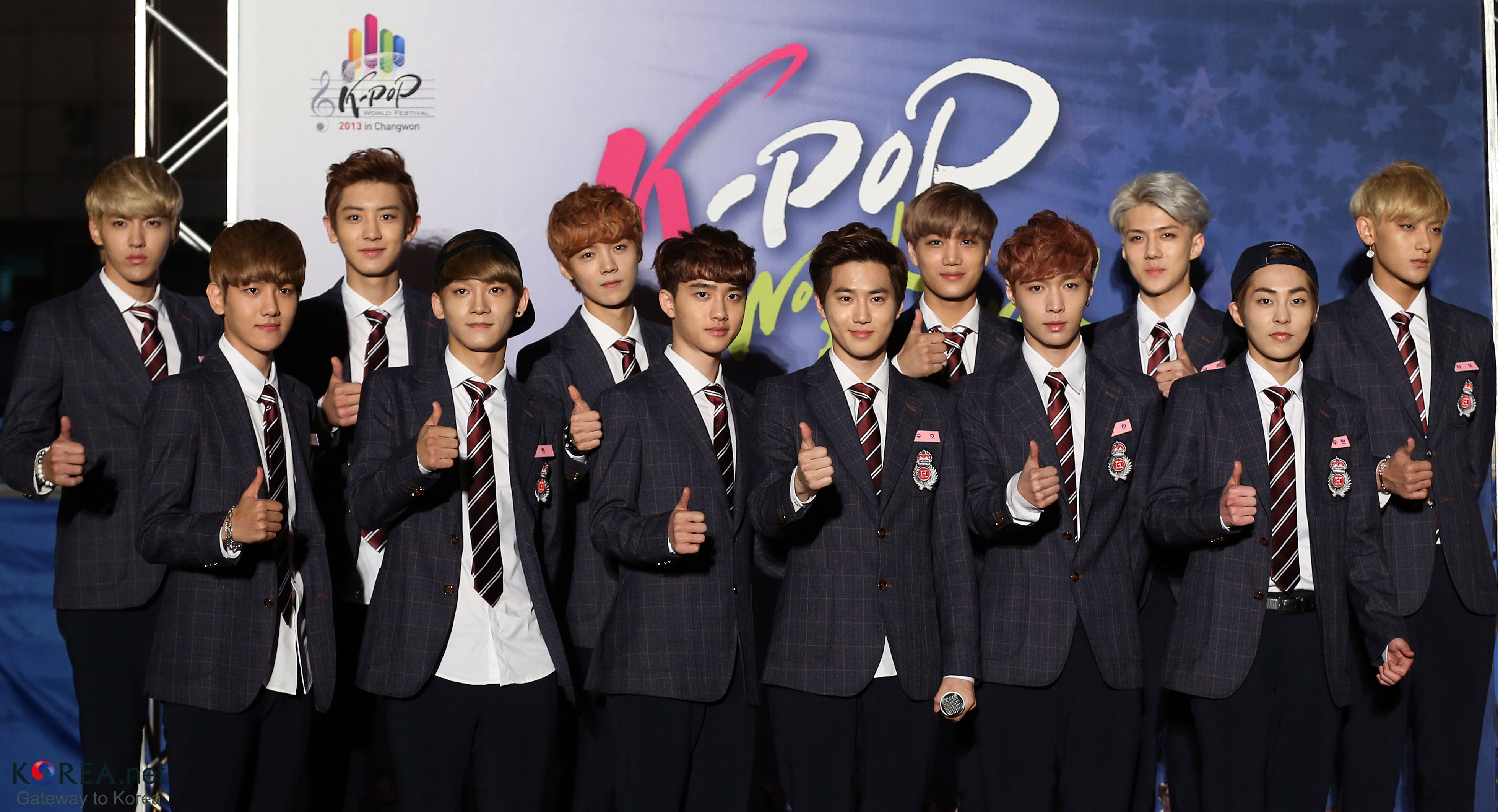
EXO en 2013 lors du KPOP World Festival.

Le 16 mai 2013, la SM Entertainment confirme le retour du groupe avec leur premier album studio, intitulé XOXO. Divers photos teasers sont révélées ce même jour. Pour promouvoir l'album, le boys band sort le single Wolf le 30 mai 2013, accompagné du clip. Le 3 juin 2013 sort officiellement leur album XOXO, décliné en deux versions : Kiss pour la version coréenne et Hug pour la version chinoise. Chacune des deux versions contient 10 chansons : Wolf, My Lady, Baby, Peter Pan, Let Out the Beast, Baby Don't Cry, Don't Go, Black Pearl, Heart Attack et 3.6.5.
Avant sa sortie, la SM Entertainment annonce que l'opus avait atteint les 300 000 pré-commandes, preuve du succès du groupe et de sa montée en popularité. Celui-ci s’est immédiatement hissé en tête des charts musicaux tels que Bugs, Soribada, Daum ou encore Naver Music et Monkey 3. En Asie, l'album s’est classé 3e au « Top Album Chart » aux Philippines et 2e au Japon. Il s'est également emparé de la 6e place du « Top 10 Pop Albums Chart » aux États-Unis et la 7e au Canada. Concernant l'Europe, le Danemark a vu celui-ci prendre la 7e place et la 8e du « Top 10 Album Charts » finlandais. De plus, l’opus a pris la 49e place du « iTunes Top 100 Albums Chart » et est apparu dans le TOP 10 des ventes d’albums sur iTunes dans quatre pays. Quant aux ventes physiques, la version d'EXO-K Kiss a été en tête du Hanteo Chart tandis que Hug d'EXO-M a été deuxième. Les deux opus totalisent à eux deux 118 595 exemplaires vendus dès la première semaine. Les deux versions sont notamment présents dans le classement du « Billboard World Albums », leur album se classe directement premier. Néanmoins, EXO est présent dans un autre classement Billboard, il s'agit du « Billboard Heatseekers Albums » et a atteint la 23e place.

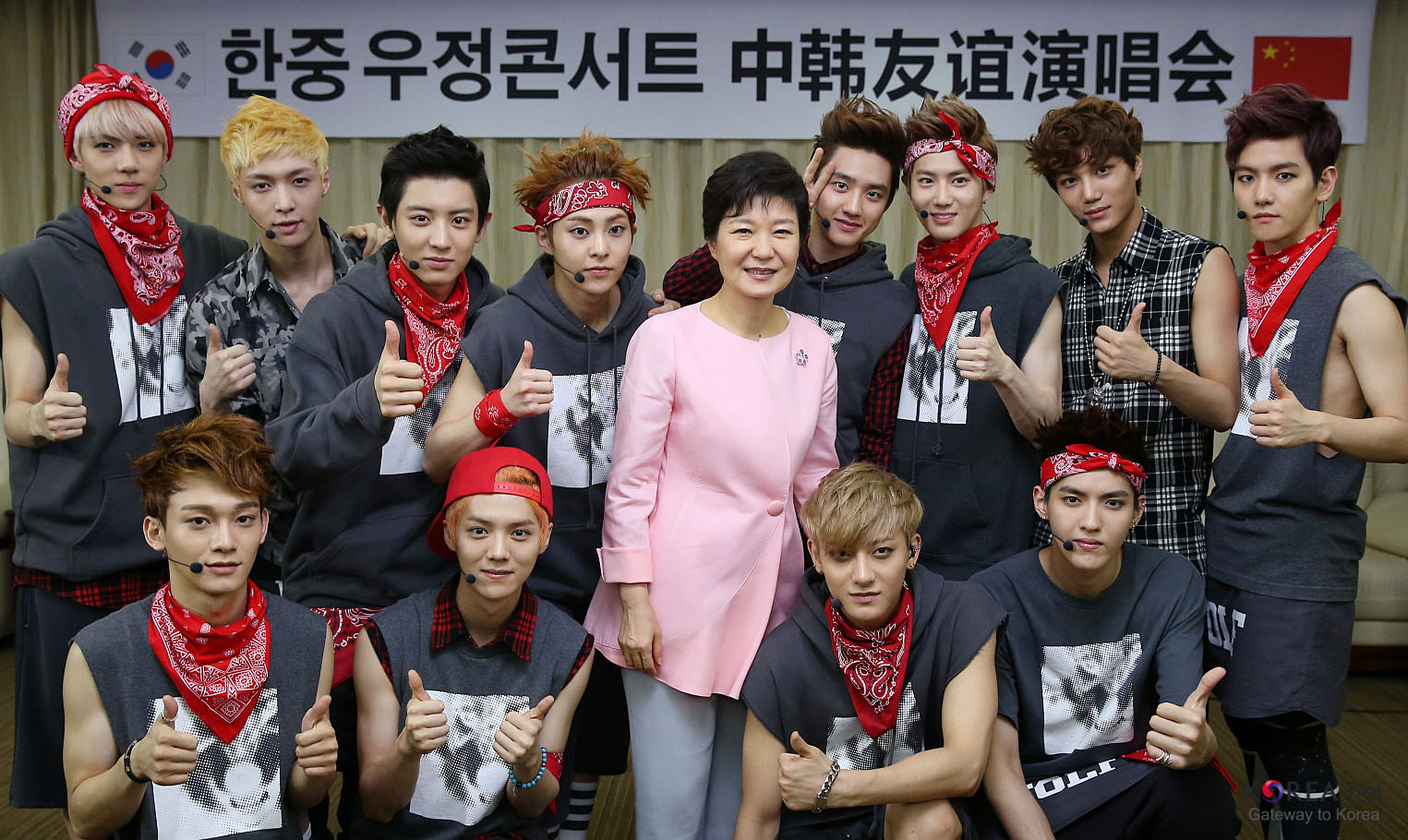
EXO avec la présidente sud-coréenne, Park Geun-hye en Chine le 28 juin 2013. En haut, de gauche à droite : Sehun, Lay, Chanyeol, Xiu Min, D.O, Suho, Kai et Baekhyun. En bas, de gauche à droite : Chen, Luhan, Tao et Kris.

L'album réédité Growl est sorti le 5 août 2013, dont le single, sorti le 31 juillet 2013, est le titre-phare avec la mise en ligne de son MV.
Avec cet album, le groupe bat un record : plus d'un million d'albums vendus en 12 mois, un record qui ne s'était plus vu depuis 12 ans en Corée du Sud.

#### Miracles in December
Dès fin novembre, le thème du deuxième mini-album du groupe, à savoir Noël, avait été confirmé par la SM Entertainment.
Le 2 décembre 2013, le teaser du clip Miracles in December, titre principal de l'album, est mis en ligne par la SM, et le clip final sort le 4 décembre, soit un jour en avance par rapport à ce que la SM avait annoncé. Enfin, le mini-album Miracles in December sort le 9 décembre dans ses versions coréennes et chinoises. L'album contient cinq titres (The Star, First Snow, My Turn to Cry, Christmas Day et Miracles in December) ainsi qu'une version orchestre du titre-phare.
À sa sortie, l'agence a annoncé que les versions coréenne et chinoise de Miracles in December avaient atteint les 400 000 pré-commandes. En effet, la première avait atteint les 243 000 et la seconde les 158 000. Le mini-album s’est également classé deuxième aux « Billboard World Albums »,.
Baekhyun, Chen, Luhan et D.O. ont chanté Miracles in December, titre principal de l'album, pour la première fois en live au M Countdown le 5 décembre 2013, avec Lay qui les accompagnait au piano.
Pour la promotion de cet album, les EXO sortent leur première émission de télé-réalité éponyme appelée EXO's Showtime sur la chaîne câble MBC Every 1.

### 2014:Overdose, départ du leader d'EXO-M, scandales et fanclub

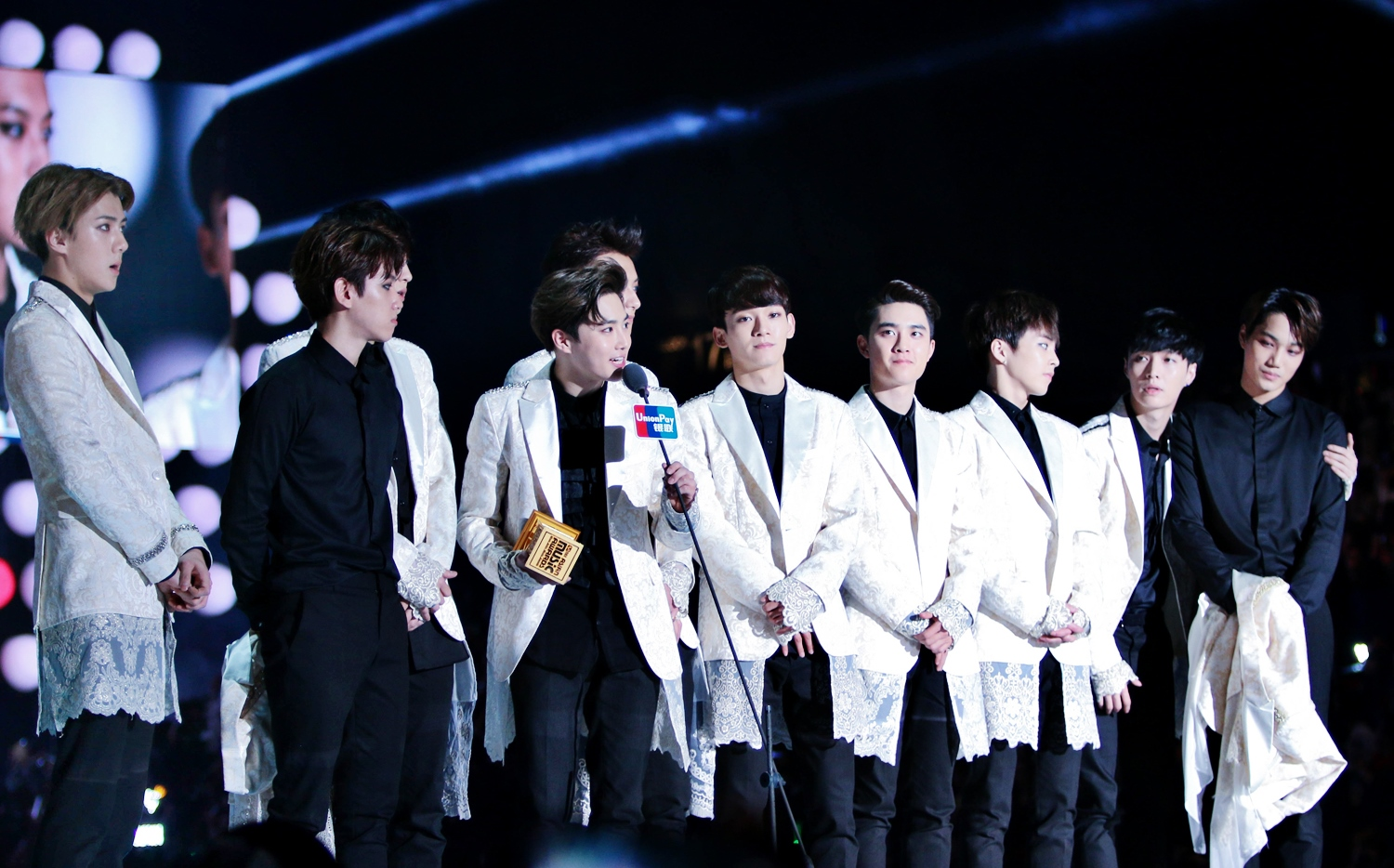
EXO aux MAMA 2014.

Le 1er avril 2014, la SM Entertainment annonce le retour d'EXO pour le 15 avril. La chanson principale de l'album est intitulée Overdose. Après un comeback showcase sponsorisé par Samsung Music le 15 avril et la première performance et diffusion du clip d’Overdose, le groupe fait la promotion d’Overdose séparément avec EXO-K en Corée du Sud et EXO-M en Chine. Néanmoins, à cause de l'incident du ferry en Corée du Sud, le retour des EXO-K est retardé alors que EXO-M poursuit son retour chez Global Chinese Music le 19 avril. La tragédie du ferry a eu pour conséquence un décalage dans la sortie de l'album qui sortira finalement le 7 mai 2014 au lieu du 21 avril 2014. Overdose d'EXO a eu un succès fulgurant sur les music charts, atteignant même un perfect all-kill sept heures à peine après sa sortie.
Le 15 mai 2014, le membre et leader des EXO-M Kris a déposé une plainte contre la SM Entertainment pour obtenir la fin de son contrat. Dès lors, Kris quitte le groupe et EXO continua avec 11 membres au lieu de 12,.
En juin 2014, un tabloïd coréen révèle que Baekhyun des EXO-K est en couple avec Taeyeon du girl group Girls' Generation qui est également sous la SM Entertainment. L'annonce fait scandale pour un jeune boys-band qui compte une fanbase composée majoritairement de jeunes filles. En août, l'agence annonce officiellement le nom du fan club des EXO comme étant « EXO-L ». La lettre « L » représente le mot « Love » (de l'anglais « amour »)[source secondaire souhaitée]. 
L'été 2014 marque également le début d'une nouvelle émission appelée EXO 90:2014[source secondaire souhaitée] diffusée sur Mnet. Le concept de l'émission repose sur la collaboration entre les anciennes idoles et les nouvelles, ici EXO. En effet, à chaque épisode les membres du groupe vont à la rencontre d'anciens groupes de K-pop phares des années 1990 et l'un des membres d'EXO fera un remake d'un clip des années 1990 du groupe invité. La liste des invités vont des fameux H.O.T., g.o.d ou encore Shinhwa. De plus, les SM Rookies et le dernier girl group née de l'empire SM Entertainment, Red Velvet, font partie des remakes.

#### THE LOST PLANETet départ de Luhan
Après la sortie du mini-album Overdose, SM Entertainment annonce le début de la toute première tournée des EXO intitulée « EXO From. EXO PLANET #1 - THE LOST PLANET » avec une série de concerts en mai 2014, commençant à Séoul, puis en Asie, en passant par des pays comme la Chine, Taïwan, Singapour et le Japon.
Le 10 octobre 2014, Luhan, membre d'EXO-M, dépose comme Kris une plainte contre la SM Entertainment pour obtenir la fin de son contrat, rendant ainsi vraies les rumeurs qui couraient sur sa volonté de quitter le groupe. En effet, celui-ci souffrait d'extrême fatigue, d'allergies et de vertiges aggravés par ces incessants allers-retours en avion dans toute l'Asie. Luhan avait d'ailleurs obtenu une pause de quelques jours pendant la tournée « THE LOST PLANET » pour pouvoir guérir, un accord surprenant sachant que la compagnie n'accorde généralement pas de pause en pleine activité. Malgré son absence pendant quelque dates de la tournée, Luhan avait tenu à participer au concert qui se tenait à Pékin le 20 septembre, sa ville d'origine, marquant ainsi sa dernière apparition publique. L’affaire est traitée par le même cabinet juridique que Kris et de Han Geng des Super Junior à l'époque de sa plainte.

### 2015:EXO'luXionetExodus
En janvier 2015, SM Entertainment annonce la deuxième partie de la tournée « EXO PLANET », cette fois-ci intitulé « EXO'luXion » où le « X » est mise en valeur en référence au chiffre romain 10 pour signifier le retour du groupe avec dix membres au lieu de douze. Le concert se déroule au grand Olympic Gymnastics Arena avec quatre dates en mars. Les EXO ont proposé la performance de leurs anciennes chansons provenant de leurs derniers albums mais également toutes les nouvelles chansons se présentant dans leur nouvel album, Exodus avec comme titre phare, Call Me Baby. Pour faire monter l'anticipation, ils ont d'ailleurs montré un aperçu de la chanson durant ces quatre dates. Malgré quelques blessures et accident, les concerts se sont joués à guichet fermés et ont servi d'avant-goût au nouveau retour des EXO. Le 18 mars 2015, SM Entertainment poste la première vidéo teaser du retour d'EXO avec Kai se trouvant à Londres. Intitulé Pathcode, la promotion du retour des EXO avec 10 membres suit d'abord, le système de teasers individuels posté quotidiennement, chaque membre se trouve dans une ville différente du monde. Néanmoins, la promotion de ce nouvel opus intitulé Exodus se trouve être plus original et incite les fans à deviner les lieux où se trouverons les membres ainsi que l'heure à laquelle est postée le teaser. Par le biais d'un compte Twitter destiné à la promotion du nouvel opus, des indices sont postés pour deviner le « pathcode » - jeu de mots avec le mot anglais « path » (chemin) et « passcode », le mot de passe à entrer sur un site promotionnel dédié[source secondaire souhaitée].
Le nouvel album Exodus est annoncé pour le 30 mars 2015 et le groupe se trouve également à l'affiche d'une web-série : EXO Next Door, en partenariat avec l'application mobile LINE diffusée entre le 4 avril et le 28 mai.
Vingt-quatre heures après la publication du clip vidéo de Call Me Baby sur YouTube, celui-ci atteint plus de 4 millions de vues en version coréenne, et presque 3 millions de vues en version chinoise. De plus, l'opus bat lui aussi des records de vente : en seulement quelques jours, il s'est vendu à plus de 500 000 copies, combinant les albums coréens (321 200 copies) et les albums chinois (181 240 copies).
Le retour des EXO est apprécié du public, la chanson Call Me Baby, extraite de leur album Exodus, se plaçant en haut d’un grand nombre de classements partout en Asie. Rien qu’en Corée du Sud, EXO a dominé les classements tels que Hanteo Chart, Synnara Record, Hot Tracks et Yes24 du 30 mars au 5 avril avec la version coréenne de Call Me Baby, alors que la deuxième place était occupée par la version chinoise du même titre. La réussite a aussi été importante dans d'autres pays, Call Me Baby se plaçant en tête du FIVE MUSIC de Taïwan du 27 mars au 2 avril, et en haut du classement chinois Baidu KING Weekly Chart du 30 mars au 5 avril, la version chinoise de la chanson, ainsi que toutes les autres pistes de l'album, réussissant à se frayer un chemin dans les classements.
Tao laisse une trainée d'indices qui indique qu'il aurait lui aussi quitté le groupe (lettre de son père, suppression du mot EXO de son pseudo Instagram, les mots « Je suis désolé » lors d'un discours le jour de son anniversaire, voyage aux États-Unis pour étudier et recevoir des soins) mais son départ n'a pas encore été rendu officiel. Le 12 juin, le média MyDaily a révélé que Tao a créé son propre studio. Celui-ci est dénommé « Huang Z.Tao Studio » et a été fondé le 11 juin. Il peut de la sorte gérer seul, et comme il le souhaite, ses activités en Chine.

#### Retour avecLove Me Rightet départ de Tao
Alors que SM Entertainment refuse d'annoncer le retrait ou non de Tao, le groupe fait son retour avec 9 membres le 3 juin 2015 avec une réédition de leur dernier album qui s'intitule Love Me Right incluant quatre nouvelles chansons dont la chanson titre du même nom, avec son MV mis en ligne le même jour.
Le 24 août, Tao qui, a commencé à faire des activités en solo dans son pays natal, et a même sorti un premier opus dont le clip du titre-phare avait été bloqué par l'agence, décide de lancer une action en justice afin de mettre fin à son contrat tout comme les deux anciens membres de son sous-groupe.

#### Débuts japonais
Le groupe fait ses débuts au Japon en octobre. Le clip de la version japonaise de Love Me Right est posté sur YouTube le 18 octobre 2015, titre issu du single Love Me Right ~romantic universe~. Le single s'est d'ailleurs directement placé numéro un, dès sa sortie, sur les classements hebdomadaire. Lay n'a pas été présent pour la tournée au Japon d'EXO, faute de temps avec l'horaire chinois du chanteur. Les EXO ont performé à huit lors de leur tournée japonaise.

#### LightsaberetSing For You
Les EXO avaient été choisis par la compagnie de Walt Disney afin d’illustrer Star Wars, épisode VII : Le Réveil de la Force avec une nouvelle piste : Lightsaber. Ainsi, le 9 novembre, le MV du titre est mis en ligne.
Le 10 décembre 2015, les artistes dévoilent leur deuxième mini-album d'hiver, Sing for You. De plus les clips vidéos de la version coréenne et chinoise du titre du même nom sont mises en ligne le même jour. Ils feront également les promotions TV d'un autre titre de l'opus, Unfair.
Dès la sortie de l'EP, les pistes Sing for You et Unfair ont rapidement occupé la première et seconde place sur MelOn, Genie, Naver Music, Bugs et Soribada. Dans le classement chinois de Baidu King, la version coréenne ainsi que la version chinoise de Sing for You occupaient les deux premières positions. Mais ce n'est pas tout puisque l'opus a également fait de très bons scores dans les classements iTunes de 12 pays différents.
Le clip vidéo de la version chinoise de Lightsaber est mis en ligne le 11 décembre, suivi par la version japonaise que leur label nippon, Avex a mis en ligne le 17 décembre.

### 2016:Ex'Act, accord entre la SM et les anciens membres d'exo Kris et Luhan,EXO'rDIUM,Lotto

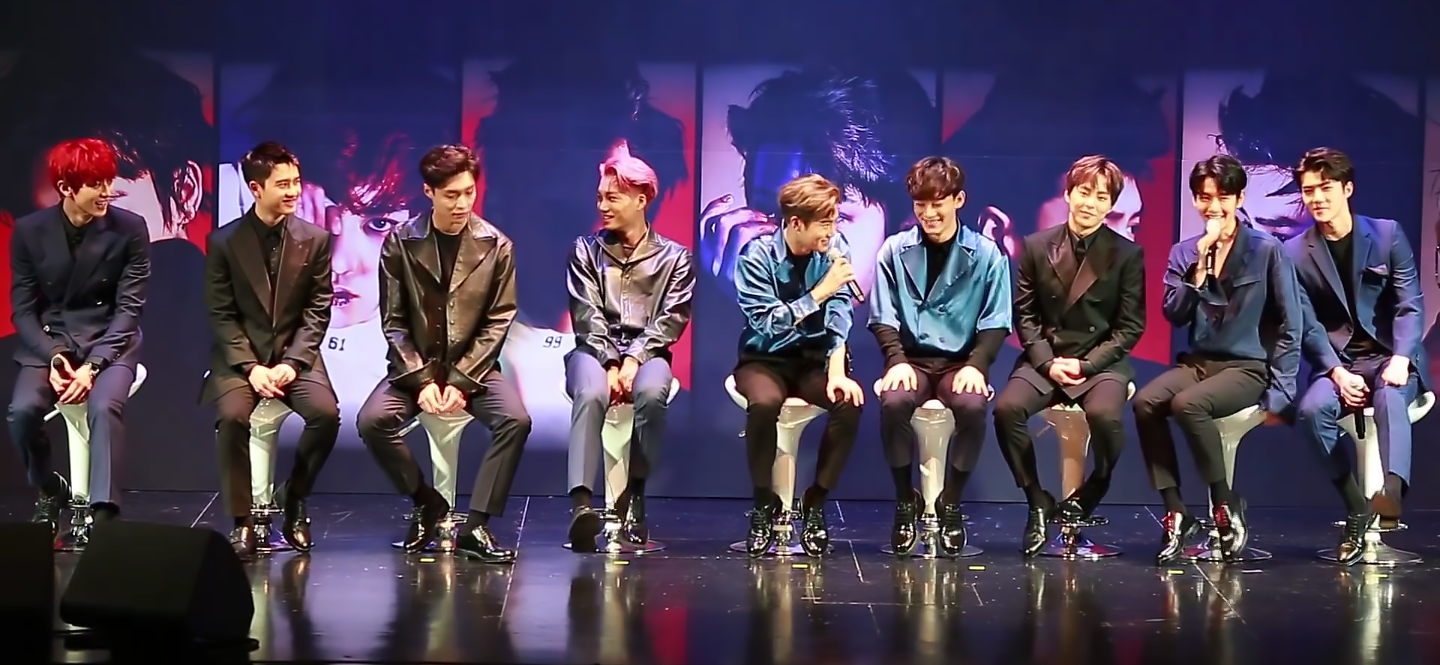
EXO à la conférence de presse de leur album EX'ACT en juin 2016.

Fin mai 2016, SM Entertainment annonce la sortie du troisième album d'EXO. Avant cette annonce, lors d'un événement à Shanghai qui s'est déroulé le 28 mai, D.O., Chanyeol, Kai et Sehun ont donné des détails concernant leur retour car des fans leur ont demandé à quoi ressemblerait leur nouveau concept, ce à quoi ils ont répondu : « Nous allons faire notre comeback avec un nouvel album et comme chacun de nos comebacks le style que nous allons aborder est encore différent. ».
Début juin, Suho révèle qu'EXO aura un concept qui serait cette fois-ci beaucoup plus extrême que d’habitude, il a également expliqué que les EXO avaient choisi de proposer deux chansons-titres car leur dernier véritable comeback remonte à loin. Des logos, des photos teasers ainsi que les noms des deux chansons sont dévoilés par la SM Entertainment,. Les teasers de la version coréenne et chinoise de Lucky One et Monster sont sortis respectivement les 3 et 5 juin. Pour célébrer leur retour, un grand showcase a eu lieu à l'Olympic Hall de Séoul le 8 juin. Leur troisième album Ex'Act avec ses titres principaux accompagnés de leur clip vidéo sortent le 9 juin 2016. 24 heures après la publication du MV de Monster sur YouTube, celui-ci a cumulé 4,5 millions de vues en version coréenne battant le nombre de vues de son prédécesseur Call Me Baby (4,1 millions en version coréenne) faisant de ce clip l'une des vidéos les plus populaires d'un groupe de K-pop. Monster est classé no 1 dans le Billboard World Digital Songs Chart tandis que Lucky One est troisième dans le classement, d'autres pistes de l'album arrivent tout de même à être dans le classement .
Les pré-ventes de l'album ont dépassé les 660 000 copies en s’approchant même du million ce qui en fait l'album le plus pré-vendu de tous les temps. Quatre jours après sa sortie, l'album est toujours resté au top des classements tels que MelOn, Genie et Bugs. Plus tard, l'album a battu un record pour le plus grand nombre de copies vendues en moins d'une semaine (450 000 exemplaires) selon Hanteo Chart, brisant leur précédent record détenu par leur mini-album Sing for You (270 000 exemplaires). Il est également passé au top 10 du United World Albums Chart. Le 8 juillet, Gaon Chart dévoile le classement des meilleures ventes d'albums physiques en Corée du Sud (Album Top 100), on[style à revoir] retrouve en tête du classement la version coréenne d'EX'ACT (524 823 exemplaires) et en troisième position la version chinoise (242 432 exemplaires).
Le 21 juillet, la SM Entertainment publie un communiqué indiquant qu'un accord fut trouvé concernant les poursuites judiciaires entre elle et les anciens membres d'EXO-M Kris et Luhan en déclarant : « Nous ne pouvons pas révéler les détails spécifiques de notre accord, mais selon la décision du tribunal et l’accord entre les parties impliquées, SM Entertainment va poursuivre son contrat avec Luhan et Kris jusqu’en 2022. » ; « SM Entertainment ne gérera pas les activités de Kris et Luhan en dehors de la Corée et du Japon et ils partageront leurs revenus de leurs activités avec SM Entertainment. ».
Le 22 juillet, les membres d'EXO démarrent leur troisième tournée appelée EXO'rDIUM qui signifie « le commencement », de quoi suggérer aux fans de découvrir une facette meilleure et plus mature du groupe. Ensemble, ils enchaînent une série de six concerts à Séoul devant 14 000 fans par concert pour un total de 84 000 personnes faisant d'EXO le premier groupe de l’histoire à avoir réalisé six dates consécutives au Olympic Gymnastics Arena (en).
Le 18 août, la réédition d'Ex'act, nommée Lotto est sortie. Elle inclut quatre nouvelles chansons, dont la chanson titre du même nom avec son clip vidéo, sorties le même jour. Celle-ci s’est inscrit à la première place dans pas moins de huit classements musicaux comme MelOn, Genie, Naver music et d’autres. De plus, les pistes She’s Dreaming et Can’t Bring Me Down présentes sur l’album se sont également offert de belles places dans les charts, affirmant une nouvelle fois la domination du groupe masculin. Les trois pistes ont été dévoilées à minuit, et se sont donc offert une place de choix en peu de temps. L'album a pris la tête des charts tels que Hanteo, Synnara Record, Yes24, Hottracks, Kyobo, Alladin, et plus, aussi bien dans sa version coréenne que dans sa version chinoise. En moins de 24 heures après sa sortie, elle s’était déjà écoulée à 374 280 exemplaires.

#### Retour au Japon et première collaboration
Début septembre, EXO annonce à travers une vidéo la future sortie de leur second single japonais Coming Over qui sort le 7 décembre 2016, la chanson-titre a été intégré à la setlist de leur tournée au Japon. Le 17 septembre, ils sortent une nouvelle chanson Dancing King en collaboration avec Yoo Jae-suk, accompagné d'un clip via le projet SM Station, ils l'ont interprété pour la première fois lors de leur concert à Bangkok avec Yoo Jae-suk même[pertinence contestée].

#### For Life
Fin novembre, la SM confirme que le groupe sortiront leur traditionnel mini-album d'hiver, For Life, le 19 décembre 2016. Les clips vidéos de la version coréenne et chinoise du titre du même nom sont mises en ligne le même jour. Au cours de la première semaine depuis sa sortie, For Life a été vendu à plus de 300 000 exemplaires, ce qui représente la deuxième meilleure vente d'albums d'EXO dès la première semaine. Selon Hanteo Chart, c'est la troisième meilleure première semaine de ventes dans l'histoire des ventes d'albums sud-coréens. Le mini-album est classé numéro un sur le Gaon Album Chart et deuxième album le plus vendu de la semaine le 4 janvier 2017, selon United World Chart. L'EP est devenu le troisième album le plus vendu dans le Gaon Chart en 2016 avec 438 481 exemplaires vendus.
EXO a vu ses ventes annuelles d'albums atteindre un record, a fait savoir la SM Entertainment. En effet, le cumul des ventes d’albums de ce groupe a dépassé en 2016 les 2,13 millions d’unités.

### 2017:The War

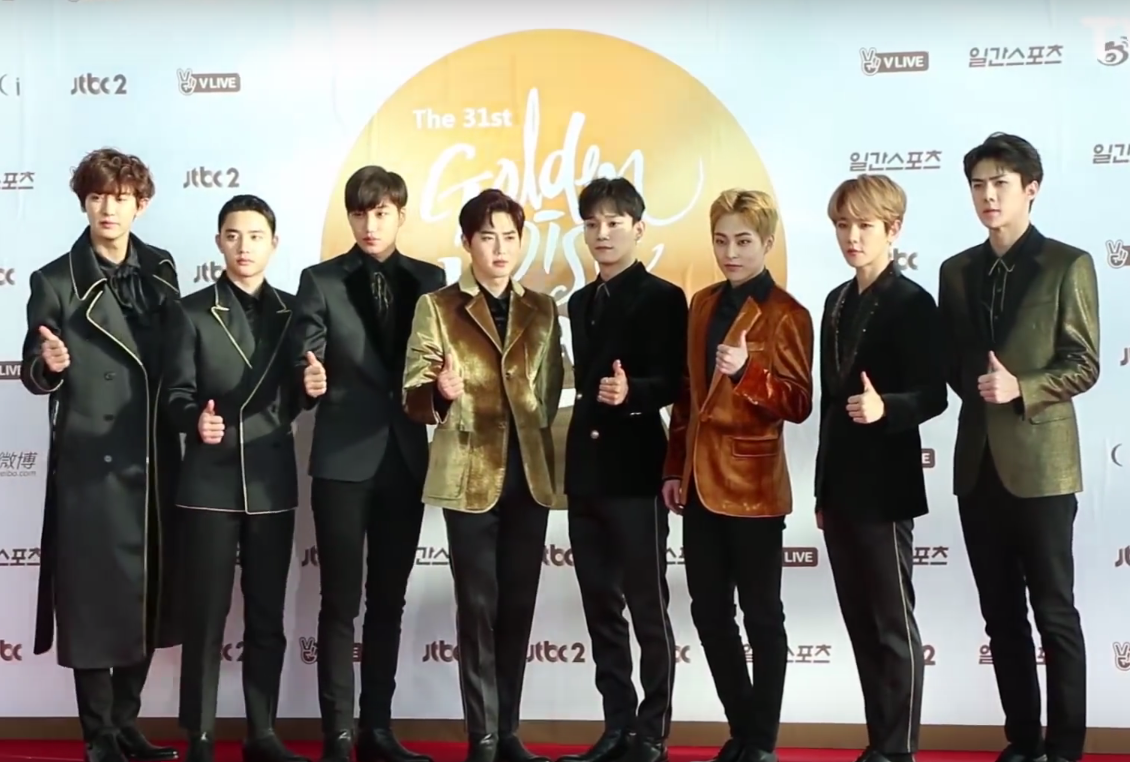
EXO sur le tapis rouge des Golden Disk Awards en janvier 2017 (Lay manquant).

Le 28 mai 2017, EXO a tenu une conférence de presse dans le cadre de leur dernier concert qui s'est déroulé au Stade olympique de Séoul pour la tournée EXO'rDIUM. En ce jour, Baekhyun a divulgué une information concernant leur futur comeback en déclarant : « La chanson-titre est déjà choisie, les membres et la compagnie sont très satisfaits ». De plus, selon les révélations d’une source au sein de la SM Entertainment, EXO prévoient de revenir mi-juillet,.
Le 23 juin, la SM Entertainment a confirmé que Lay ne sera pas en mesure de participer à la production du nouvel album en raison de ses activités en Chine. Réalisant le chevauchement entre ses activités promotionnelles chinoises et le comeback d’EXO, le chanteur a pris la décision de ne pas participer aux promotions de ce comeback après discussions avec l'agence. La compagnie a notamment déclaré qu'il se sent très triste à propos de son incapacité à promouvoir avec le groupe et qu'il est désolé pour tous ses fans qui l'attendaient.
Le 6 juillet, la date du comeback est annoncée, EXO fera son grand retour le 21 juillet sur le plateau du Music Bank. Deux jours après, EXO dévoile de nouveaux logos pour son comeback à travers leur nouveau compte Instagram. En parallèle, un compte Twitter avec un unique tweet a été créé à l’occasion, il est alors donné la possibilité aux fans possédant un compte sur le réseau social de choisir entre trois options : « Tweeter #EXO », « Tweeter #KoKoBop » ou « Tweeter #TheWarEXO ». Peu importe l’option choisie, les fans sont accueillis avec le message suivant : « Le teaser vidéo exclusif d’EXO n’est plus qu’à un tweet » accompagné d’un lien, une fois que le fan tweete avec ce lien, il peut ainsi accéder à une vidéo teaser.
Le 9 juillet, l'agence a annoncé qu'à partir du 18 juillet 2017, tous les comptes sur les réseaux sociaux consacrés à EXO-K et EXO-M seront combinés en un seul compte consacré à EXO simplement. Les anciens comptes seront clos et leurs contenus ne seront plus disponibles au public. Seuls les comptes/sites consacrés à Lay ou EXO-CBX ne seront pas affectés et resteront disponibles au public. La compagnie a notamment précisé que la date réelle du comeback du groupe est le 20 juillet. Ils interpréteront ce jour-là Ko Ko Bop mais aussi The Eve au M Countdown. Le lendemain, EXO a révélé de nouveaux détails sur leur prochain album : l'album s'intitule The War et comprend neuf titres, dont leur titre phare Ko Ko Bop. L'opus sera disponible sur diverses plateformes de streaming le 18 juillet à 18 h (heure coréenne) tandis que l'album physique sera seulement disponible à partir du 19 juillet. Pour préparer le retour d'EXO, SM Entertainment a posté quotidiennement les teasers individuels de chaque membre en commençant par Kai le 9 juillet et en concluant par D.O. le 16 juillet. Elle a également employé cette méthode avec le système des Pathcode pour préparer l'arrivée de leur second album Exodus,.
Selon des journalistes et SM Entertainment, le 18 juillet l'album a enregistré pas moins de 807 235 pré-commandes, battant ainsi son précédent record avec l'album EX'ACT qui a enregistré pas moins de 660 180 pré-commandes, EXO maintient ainsi encore une fois le titre d'artiste K-pop avec le plus de pré-commandes pour un album,.
Le single Ko Ko Bop a pris la tête de cinq grands charts musicaux immédiatement après sa sortie, comprenant MelOn, Genie, Olleh, Bugs et Naver Music. Sur MelOn, sept des nouvelles chansons de cet album sont classées parmi les dix meilleurs titres. Le serveur de celui-ci a rapidement crashé après la publication du single. Par ailleurs, sur Genie, toutes les chansons de l'album ont occupé les neuf premières places. EXO a été premier sur le classement musical coréen du site chinois Xiami pendant six jours de suite.
EXO est le premier groupe de K-pop à débuter à la première place après la réforme mis en œuvre le 27 février. La réforme des classements musicaux consiste à faire en sorte que les artistes ne pourraient désormais plus sortir leurs chansons à minuit (heure coréenne). Le fait que les chansons puissent sortir à cet horaire influe beaucoup sur les résultats puisque à cet instant, il y a peu d'utilisateurs sur les sites, la puissance de chaque fan club est donc décuplée. Désormais, il est de plus en plus difficile pour les artistes d'être no 1 dans le classement. IU et G-Dragon sont les seuls artistes qui ont réussi à voir leurs chansons se classer naturellement en tête des classements.
La popularité d'EXO se manifeste aussi bien à l'international avec l'album qui prend la première place sur 36 classements d'albums iTunes à la fois. Le 19 juillet, The War est no 1 sur le classement d'albums iTunes dans plusieurs pays tels que l'Argentine, le Costa Rica, la Grèce, l'Inde, Israël, le Kazakhstan, la Russie, la Suède, Hong Kong ou encore la Turquie. Toutefois, l'album prend la seconde place aux États-Unis, au Brésil et notamment en France (dépassant même Kaleidoscope EP de Coldplay aux États-Unis),,.

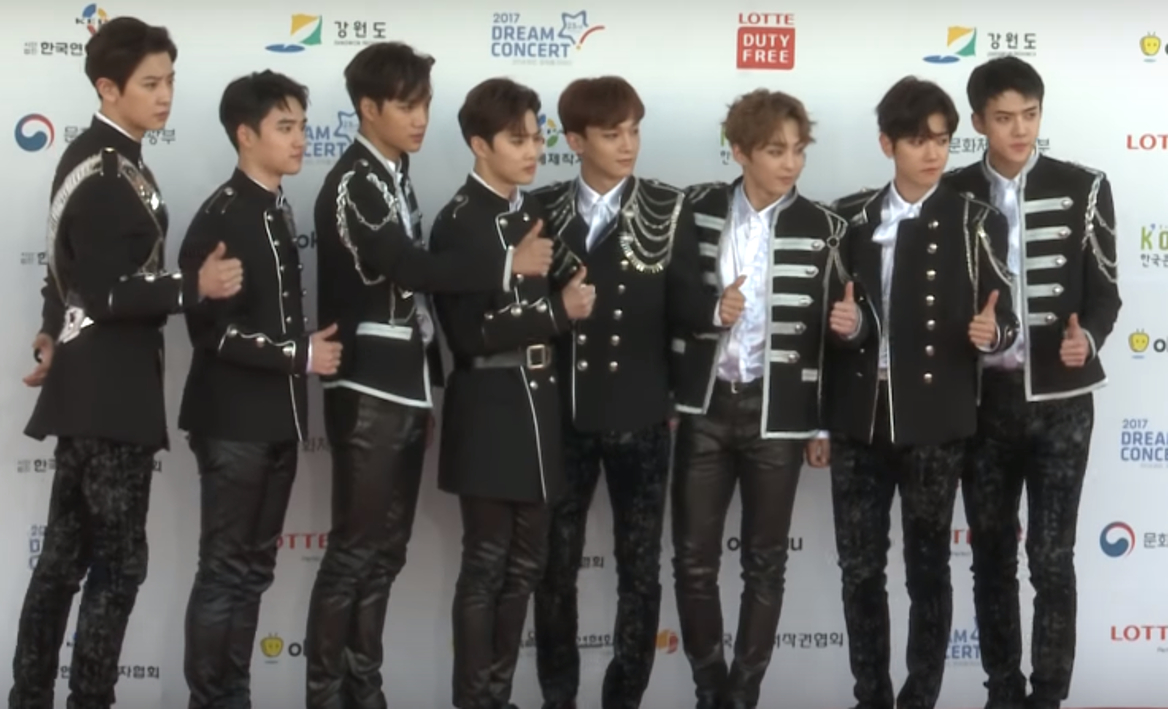
EXO au Dream Concert le 3 juin 2017 (Lay manquant).

24 heures après la publication du MV de Ko Ko Bop sur YouTube, celui-ci a cumulé plus de 8,8 millions de vues en version coréenne. Ce nombre est particulièrement impressionnant étant donné que leur hit Monster a recueilli près de 4,5 millions de vues en 24 heures, ce qui signifie que leur nouveau titre a presque doublé ce nombre de vues pour le même temps. Le single a également saisi la cinquième place pour le plus grand nombre de vues d'un clip musical d'un groupe K-pop dans les premières 24 heures
.
D'après le site Web de Billboard, le quatrième album studio d’EXO est numéro un des ventes d’albums étrangers aux États-Unis pour la semaine du 5 août. Il figure également au 87e rang du Billboard 200, le principal chart pour les albums.
Selon Hanteo Chart, le 25 juillet, l'album a atteint les 600 000 ventes physiques. C'est le nombre le plus élevé pour les ventes d'albums de la première semaine enregistrées sur Hanteo. Le record précédent a été établi en juin 2016 par le groupe même avec leur album EX'ACT (522 300 exemplaires).
Le 14 août, The War a dépassé le million d’exemplaires en 24 jours. Les ventes de cet opus en versions mandarin et coréenne se sont élevées à 1 012 021 au total comme leurs trois albums précédents qui ont eux aussi dépassé la barre du million : Xoxo, Exodus et Ex'Act. Les membres du groupe ont déclaré : « c’est incroyable que notre album ait dépassé le million de ventes moins d’un mois après sa sortie. » ; « c’est grâce à nos fans et nous nous efforcerons de répondre à l’amour que les fans nous ont accordé. ».

#### The Power of Music
Le 21 août, SM Entertainment a confirmé qu'EXO sortira un album repackage début septembre. Ce même jour, un premier teaser intitulé #Total_Eclipse (avec un extrait audio de Sweet Lies) a été publié en même temps que lorsque l'Éclipse solaire s'est produite avec le message The Power of Music. Le deuxième teaser a été publié le 28 août sous le nom de #Parallel_Universe (avec un extrait audio de 부메랑 (Boomerang)). Le troisième teaser intitulé Power # RF_05 a été publié le 30 août. Le même jour, le titre de l'album a été révélé comme étant The Power of Music dont la sortie est prévue pour le 5 septembre avec la chanson Power, l'album contiendra trois nouvelles pistes.
The Power of Music a pris la tête de plusieurs charts coréens comme : Hanteo, Synnara, YES24, Hottracks, Kyobo Books, et plus encore. En dehors des frontières coréennes, EXO s’est retrouvé en tête de l’iTunes Album Charts dans 33 pays différents au total. L’album s'est également classé dans le top 10 de l’iTunes Album Charts dans 53 pays différents dont la France.
Avec leur victoire le 14 septembre au M Countdown sur un score final de 11 000 points (le plus gros score dans l'histoire de l'émission), EXO a atteint les 100 victoires dans des émissions musicales. SM Entertainment l’a d’ailleurs confirmé peu après, félicitant le groupe pour cet accomplissement (ces 100 victoires n’incluent pas les succès en solo ou en sous-groupe). La première victoire des EXO dans une émission musicale remonte à juin 2013 avec Wolf,.

#### EℓyXiOnetUniverse
Le 22 août, SM Entertainment a révélé que le groupe entamera sa quatrième tournée en novembre. Le 19 octobre, le nom de la tournée est révélé, elle s'intitule EℓyXiOn.
Le 3 novembre, un mystérieux compte à rebours a été lancé sur le site officiel japonais d'EXO. Le lendemain, le site annonce que le 24 janvier 2018, le groupe sortira son premier album japonais, Countdown. La SM a par la suite posté quotidiennement les teasers individuels de chaque membre. Le 1er décembre, la liste des titres présents sur l'album est révélé : elle inclut six chansons déjà existantes ainsi que quatre titres inédits. Une version courte du clip-vidéo de la chanson phare Electric Kiss est sortie le 5 décembre[pertinence contestée].
Le 23 novembre, SM Entertainment a confirmé la sortie de leur mini-album d'hiver traditionnel dont la date de sortie est prévue pour le 21 décembre. Le 14 décembre, une image teaser animée a été mise en ligne. De plus, il a été révélé que le mini-album serait intitulé Universe. Sa chanson-phare devrait avoir le même nom et serait une ballade rock, six autres chansons aux styles musicaux divers figureront également sur l’opus. Le lendemain, l'agence du groupe a publié les premiers teasers pour préparer leur futur retour. Cependant, à la suite du décès tragique du chanteur Kim Jong-hyun, membre de SHINee, la date de sortie a été repoussée au 26 décembre.
Le 5 décembre, Twitter a publié des informations concernant les tweets les plus populaires, les tendances, les artistes, les chansons et plus encore en 2017 dans le monde entier sur la plate-forme. Il a été révélé qu'EXO sont « les célébrités les plus populaires qui ont rejoint Twitter en 2017 ». Cela a suivi leur entrée en juillet peu de temps avant la sortie de The War, qui aurait généré 11 millions de tweets en une journée. De plus, leur single Ko Ko Bop a été la chanson la plus citée de l'année dans le monde avec le hashtag #kokobop,.
Le 14 décembre, EXO-CBX a participé à l'événement Korea-China Economic and Trade Partnership entouré du président sud-coréen Moon Jae-in et de l'actrice Song Hye-kyo à Pékin, en tant que représentant de la K-pop.

### 2018:Countdown, Jeux olympiques d'hiver et reconnaissance internationale,DMUMT

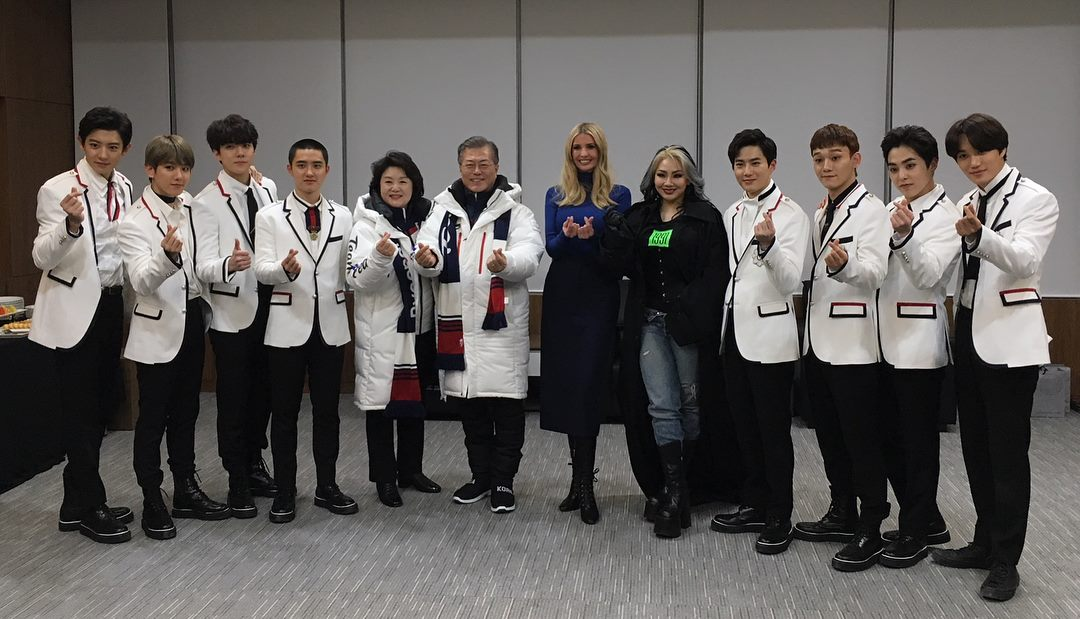
EXO à la cérémonie de clôture des Jeux olympiques d'hiver de 2018 à Pyeongchang le 25 février aux côtés de CL, Ivanka Trump, Moon Jae-in et son épouse Kim Jung-sook (Lay manquant).

Le 16 janvier 2018, EXO s’est rendu au lac artificiel du Burj Khalifa à Dubaï pour le spectacle des fontaines de Dubaï. Leur chanson Power est la première chanson K-pop à faire partie de la playlist du spectacle,.
Elle devait initialement être joué jusqu'à la fin du mois de janvier. Cependant, elle a été prolongée jusqu'au 31 mars avec un total de cinq spectacles par semaine.
Le 31 janvier, EXO sort leur premier album studio japonais, Countdown. Initialement prévu pour le 24 janvier, le site officiel japonais d'EXO a indiqué que la date de sortie de l'album a finalement été repoussée pour le 31 janvier. L'album a pris la tête d'Oricon Weekly Album Chart, ce qui fait d'EXO le premier groupe international à avoir leur premier album et single au Japon au sommet du classement hebdomadaire d'Oricon. Countdown a également gardé la première place sur le classement quotidien d'Oricon pendant trois jours consécutifs après sa sortie, prouvant ainsi la réussite de cet opus. 10 jours après sa sortie, le 9 février, l'album a été certifié disque d'or par Recording Industry Association of Japan,. Selon Oricon, l'album a enregistré un chiffre d'affaires estimé à 89 000 unités au cours de la première semaine de sortie.
Début février, il a été annoncé qu'EXO serait présent à la cérémonie de clôture des Jeux olympiques d'hiver de 2018 à Pyeongchang le 25 février en tant que représentants de la K-pop, avec CL,. Leurs performances ont été saluées par les célèbres magazines The New York Times, Billboard, Vogue et Time. Quelques minutes après le début de la cérémonie, ils ont réussi à faire du hashtag #EXO_Olympics le hashtag Twitter le plus populaire au monde. Au total, le hashtag a été huit millions de fois tweeté et ce en seulement quatre heures,,. Ils y ont interprété pour l'occasion Growl et Power. Baekhyun a également chanté l'hymne national coréen au Gangneung Art Center pour la cérémonie d'ouverture de la 132e session du Comité international olympique le 5 février. EXO a par ailleurs participé au concert « D-100 des Jeux Olympiques d'hiver de Pyeongchang 2018 », un concert spécial qui a eu lieu le 1er novembre 2017 marquant le compte à rebours des 100 jours avant le début des Jeux Olympiques.
Le 12 mars, l'institution monétaire chargée de l'impression et de la frappe de la monnaie sud-coréenne (Korea Minting, Security Printing & ID Card Operating Corporation) a révélé qu'elle célébrerait les accomplissements mondiaux d'EXO en produisant un modèle commémoratif dédié au groupe. Celle-ci a déjà conçu des médailles commémoratives en l'honneur de personnalités historiques et de monuments culturels coréens, ainsi que des pièces commémoratives célébrant les Jeux olympiques d'hiver de 2018 à Pyeongchang. EXO sera la première star de la K-pop à recevoir une médaille commémorative. Elle a ensuite déclaré : « Nous produisons une médaille commémorative officielle en l'honneur du groupe d'idoles coréen EXO, qui se tient au centre de la « vague Hallyu », et nous prévoyons de la sortir vers mi-avril. » La médaille commémorative officielle d'EXO, qui sera conçue par un concepteur de monnaie expert, mettra en valeur les visages des neuf membres sur l'avers (face avant). Le revers (face arrière) comportera le logo d'EXO, avec des mesures d'anti-contrefaçon spéciales. Les neuf médailles ont été dévoilées le 18 avril lors d'une cérémonie qui s'est déroulé à Séoul.
Le 9 juillet, le compte Twitter du groupe fête sa première année depuis sa création, et dans leur tweet on y retrouve un hashtag sur lequel on peut lire : « EXO bientôt de retour », ce qui a immédiatement fait grandir l’impatience des fans. Le 14 juillet, les visages des neuf membres du groupe sont apparus sur la façade du Burj Khalifa pour le spectacle de lumières. Cet événement spécial est d’autant plus mémorable qu’il s’agit de la toute première fois qu’une personnalité non issue de la royauté est apparue à l'issue du spectacle de lumières du Burj Khalifa.

#### Don't Mess Up My Tempoet retour de Lay

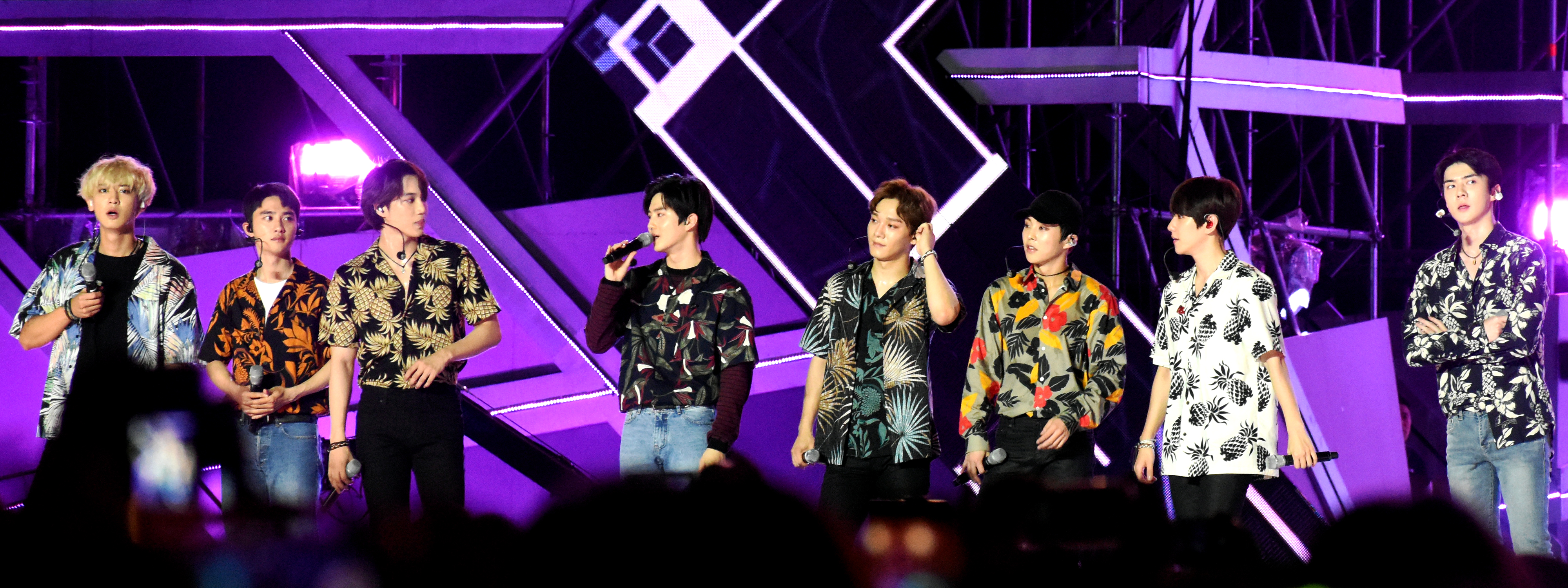
EXO au Incheon Airport Sky Festival en septembre 2018 (Lay manquant).

Le 1er octobre 2018, les comptes officiels du groupe sur les réseaux sociaux, publient les premiers teasers concernant le futur comeback du groupe. Le 4 octobre, SM Entertainment annonce qu'EXO fera son grand retour le 2 novembre avec un nouvel album Don't Mess Up My Tempo accompagné des clip-vidéos du single principal Tempo, met en ligne de nouvelles photos teasers et rend disponible en pré-commande l'album sur les deux sites musicaux coréens mais également sur divers sites américains tels qu'Amazon et DeepDiscount pour la première fois. Le compte Twitter officiel d’EXO a lancé un nouvel émoticône spécial en l’honneur de son prochain retour. Celui-ci a été mise en ligne le 28 octobre avec cinq hashtags différents (dont quatre des cinq hashtags ont été en tendance mondiale). Cet album marquera également le retour de Lay. Pour cet opus, il a participé à l’enregistrement de la version chinoise du titre principal Tempo et au tournage des clips vidéos de la chanson. La promotion du single a débuté le 2 novembre accompagné du titre 닿은 순간 (Ooh La La La) dans les émissions musicales sud-coréennes
Le 19 octobre, il a été révélé que le groupe organiserait un showcase pour l'album le jour même de la sortie de l'album sur la Plaza de Paradise City à Incheon qui sera diffusé en direct sur V Live. Le 21 octobre, un court-métrage de 30 secondes intitulé Tempo Concept a été mise en ligne sur YouTube, les représentant comme un gang de motards accompagné d'un extrait audio en exclusivité du single Tempo. Leur comptes sur les réseaux sociaux ont mis à jour leurs avatars en icônes de cube rouge et ont révélé une affiche avec une légende indiquant : « Les motards épris de vitesse entrent dans le fragment de temps figé lorsqu'ils se connectent au cube rouge. Résoudre le casse-tête est le seul moyen à tous de s'échapper. Toutefois, les motards ne peuvent résister à la tentation et rentrer dans le cube ». Les teasers individuels de chaque membre ont débuté avec D.O. le 22 octobre et se sont conclus par Sehun le 30 octobre. De plus amples détails sur l'album ont également été révélés le 23 octobre, avec le design et le contenu (affiches, cartes photo et cartes postales) des trois versions publiées.
Le 31 octobre, il a été révélé que l'album a dépassé les 1,1 million de pré-commandes, soit 1 104 617 pour être exact au 30 octobre. Ce nombre correspond aux pré-commandes effectuées par les grossistes et les détaillants. Ceci constitue un record personnel en matière de pré-commandes, surpassant leur record personnel de 807 235 pré-commandes établi par leur quatrième album studio The War. Avant la sortie de leur nouvel album, les journalistes avaient prédit que le groupe dépasserait le cap du million d'exemplaires,.
Le 3 novembre, il a été révélé que l'album a pris la première place du Top Albums Charts d'iTunes dans 46 pays différents tels que : le Canada, l’Arabie Saoudite, l’Azerbaïdjan, Bahreïn, le Cambodge, la Norvège, la Lettonie, les Fidji, l’Île Maurice, la Mongolie, Oman, le Qatar, la Roumanie ou encore Trinité-et-Tobago. La chanson-titre du groupe, Tempo, a également dominé plusieurs charts en temps réel de différents sites musicaux coréens et est no 1 sur le célèbre site de musique chinois Xiami. Le single a également pris la tête du classement en temps réel du plus grand site de musique coréen MelOn, ainsi que les charts d’autres sites majeurs comme Bugs et Soribada. Parallèlement, il a pris la seconde place sur Genie, Mnet et Naver Music,.
24 heures après la publication du MV de Tempo sur YouTube, celui-ci a cumulé plus de 17 millions de vues en version coréenne et a été en cinquième tendance. Ce nombre est particulièrement impressionnant étant donné que leur précédent hit Ko Ko Bop a recueilli près de 8,8 millions de vues en 24 heures, leur nouveau titre a pour ainsi dire « explosé » ce nombre de vues pour le même temps.
Par la suite, il a été révélé qu'EXO a rencontré deux autres succès impressionnants en devenant le premier artiste coréen à disposer de son propre filtre Instagram officiel et en établissant un record avec leur showcase. En effet, l'événement a dépassé les 6 millions de visionnements et a rassemblé plus de 1,9 milliard de likes (cœurs). Il s'agit du nombre de cœurs le plus élevé enregistré sur une émission de V Live (en). En ce qui concerne le filtre Instagram, une source d’Instagram a expliqué : « Nous avons incorporé l'unicité d’EXO, qui occupe son nouvel album, dans le filtre de caméra Tempo, ce qui en augmente la valeur. Lorsque vous utilisez le filtre de la caméra, le refrain de Tempo est joué en arrière-plan. ».
En dehors de cela, le magazine japonais Nikkei Entertainment a publié son classement annuel « Concert Crowd-Pullers ». Ce magazine répertorie les 50 artistes ayant attiré le plus de spectateurs au Japon cette année-là. Selon le dernier numéro, les groupes de K-pop étaient parmi les meilleurs vendeurs de billets en 2018. EXO a pris la 35e place du classement avec 259 000 spectateurs assistant à neuf concerts.
Le 12 novembre, l'agence a annoncé que le cinquième album du groupe s’est vendu à 1 179 997 exemplaires en date du 11 novembre. EXO a réussi à vendre plus d'1,1 million d'exemplaires en seulement dix jours, ce qui leur a valu le titre de Quintuple Million Sellers pour avoir vendu tous ses albums studios à plus d'un million d'exemplaires.

#### Love Shot
Le 3 décembre, le site officiel du groupe a dressé un tout nouveau logo, annonçant ainsi la traditionnelle sortie d'une réédition. Le même jour, deux photos teasers sont sortis et il a été révélé que l'album s'intitulerait Love Shot dont la sortie est prévue pour le 13 décembre prochain avec la sortie en simultané des clip-vidéos de la chanson du même nom. SM Entertainment a également dévoilé que cet opus se déclinera alors en deux versions distinctes et a révélé ce à quoi ressembleraient ces deux versions, détaillant également ce que l’on retrouverait à l’intérieur. Ensuite, le 5 décembre, est sorti un premier teaser pour la chanson titre de l'album Love Shot. Le lendemain, il a été révélé que cette réédition inclurait quatre nouvelles chansons : la version coréenne et chinoise de Love Shot (dont Chen et Chanyeol ont participé à l'écriture des paroles pour la version coréenne), 트라우마 (Trauma) et Wait,. Suivie d'une séries de photos teasers individuelles des membres commençant par Kai et Sehun le 7 décembre et s'achevant par D.O. et Suho le 10 décembre,. Puis, il y a également les photos teasers du groupe qui sont sortis avec en plus la sortie d'un second teaser pour le clip musical,,. La promotion de Love Shot a duré trois jours, soit du 14 au 17 décembre dans les émissions musicales sud-coréennes. Pour cet opus, Lay fut absent dans l'enregistrement des nouvelles chansons. Le 14 décembre, il a été révélé que l'album Love Shot a pris la première place du Top Albums Charts d'iTunes dans 60 pays différents depuis sa sortie. Le single a dominé plusieurs charts en temps réel de différents sites musicaux coréens et est no 1 sur le célèbre site de musique chinois Xiami Music. Le single a également pris la tête du classement en temps réel du plus grand site de musique coréen MelOn, ainsi que les charts d’autres sites majeurs comme Bugs et Soribada. Parallèlement, il a pris la seconde place sur Genie et la 7e place sur Mnet.

### 2019:EXpℓOrationetObsession
Le 9 avril 2019, SM Entertainment a confirmé que le chanteur Xiumin entamerait son service militaire le 7 mai prochain. Le 30 mai, le magazine Chosun Sport a révélé que D.O. entamerait également son service militaire le 1er juillet prochain. Né en 1993, le membre d'EXO avait encore du temps avant la date limite de son enrôlement. La raison est qu'à la suite du départ de Xiumin, D.O. a exprimé sa volonté d'achever ses fonctions militaires dans les meilleurs délais. Selon la loi en vigueur sur le service militaire, ce dernier pourra reporter son départ cinq fois au total et n'aura plus qu'à s'enrôler d'ici 2021, la véritable année de son départ.
Le 8 juillet, le compte Twitter chargé des étoiles du Walk of Fame de Dubaï a annoncé officiellement qu'EXO posséderait son étoile sur leur Walk of Fame et qu'elle sera dévoilée en octobre.
Le 19 juillet, les membres d'EXO ont entamé leur cinquième tournée intitulée EXpℓOration. Ensembles, ils enchaîneront une série de six concerts à Séoul au Olympic Gymnastics Arena (en). Lay n'a pas pu participer en raison de sa tournée solo qui a eu lieu le même mois. Cette tournée se fera donc avec les six membres restants.
Le 21 juillet, au cours d'un concert de cette tournée, Suho a révélé des informations concernant leur futur album à venir. Il a alors déclaré : « EXO sortira un album. Si je dois vous donner un indice, il sera définitivement publié dans l'année. Nous allons vous accueillir avec le nouvel album cette année avant cet hiver. Nous prévoyons de travailler sur le prochain album tout en entreprenant notre tournée mondiale. C'est ce que nous espérons. J'en ai peut-être dit trop. ».
Le 27 novembre, EXO est de retour avec la sortie de leur sixième album studio : Obsession avec la chanson titre du même nom. Néanmoins, à la suite de l’absence de Lay ainsi que de l'enrôlement de Xiumin et D.O. au service militaire, seuls six membres ont participé à l'album. Au lendemain de sa sortie, celui-ci a pris la première place du Top Albums Charts d'iTunes dans 60 pays différents. L'opus a également été en tête de plusieurs charts quotidiens en Corée du Sud, en plus de charts chinois importants, notamment QQ Music, KuGou Music et Kuwo Music.

### Depuis 2020: Activités solo,Don't Fight the Feelinget les enrôlements au service militaire
En février 2020, SM Entertainment a révélé qu'EXO donnerait la priorité aux activités en solo et aux sous-groupes en 2020 en raison du fait que plusieurs membres soient partis accomplir leur service militaire obligatoire. De ce fait Suho, Lay, Baekhyun, Kai et D.O. ont tour à tour sorti un ou plusieurs albums solo jusqu'à aujourd'hui. Le duo EXO-SC a également sorti leur premier album en cette année 2020.
Le 4 mars 2021, Star News a annoncé que le groupe préparait la sortie de leur prochain album qui célébrera les neuf ans du groupe. Un mois plus tard, EXO a mis en ligne une vidéo dans laquelle on voit Xiumin, Chanyeol, Baekhyun, D.O., Kai et Sehun dans les coulisses de tournage du clip-vidéo du single principal de leur futur album. Le lendemain, EXO a annoncé la sortie d'un album spécial intitulé Don't Fight the Feeling. Du 24 mai au 3 juin, des images et des vidéos promotionnelles futuristes ont été progressivement publiées. Le 26 mai, Lay qui était absent lors de la production de l'album Obsession, a été annoncé être présent à ce projet. Le 7 juin, le mini-album et le clip-vidéo du single principal sont sortis simultanément. L'EP contient cinq morceaux dont la chanson-titre. 
Le 9 avril 2022, eut lieu un fan meeting organisé à l'occasion des 10 ans d'EXO, marquant ainsi leur retour sur scène avec un public, depuis le début de la pandémie de Covid-19. L'événement s'est déroulé à Séoul au Jamsil Arena (en), et retransmis en direct sur Beyond Live (en) pour les fans à l'étranger. Suho, Xiumin, D.O, Kai et Sehun étaient présents à l'événement au cours duquel ils ont discuté avec les fans et interprété des tubes du groupe tels que 파라다이스 (Paradise), Lucky ou encore 피터팬 (Peter Pan). Ils ont également célébré l'anniversaire lors de la première diffusion de la nouvelle saison de leur émission de télé-réalité EXO's World Travel On a Ladder via le service de streaming Wavve.
La veille, Lay a annoncé son départ de l'agence, en précisant toutefois à travers une lettre rédigé aux fans, qu'il resterait actif en tant que membre d'EXO.
Le 1er janvier 2023, Suho a révélé à travers un post Instagram que le groupe fera son comeback cette année. Quatre jours plus tard, les médias sud-coréens ont précisé qu'ils feraient leur retour au printemps avec les membres au complet.

## Style musical
EXO est considéré par beaucoup comme une puissance vocale et musicale dans l'industrie de la K-pop, ses trois principaux chanteurs étant Baekhyun, D.O. et Chen. Ils ont reçu les éloges de la part de personnalités clés de l'industrie et des médias. À partir de 2013, le groupe sort des mini-albums spéciaux sur le thème de l'hiver en décembre presque chaque année. Ces derniers présentent de nombreuses ballades classiques et émotionnelles, divergeant de singles dramatiques et optimistes habituellement présentes dans leurs albums studio. Billboard a applaudi le single Universe du groupe en commentant : « avec des voix émouvantes offertes par les membres d'EXO, Universe est une ballade puissante qui met en valeur les forces du groupe ». Le groupe a souvent travaillé avec des producteurs vétérans coréens, américains et britanniques, dont Kenzie, Dean, LDN Noise, The Underdogs et MARZ Music. Beaucoup de chansons d'EXO et, en particulier les singles, qui présentent des genres comme le hip-hop, le disco et le funk, avec une touche électronique et pop, sont produites avec une chorégraphie en tête. L'auteur-compositeur et producteur du groupe, Harvey Mason, Jr. a déclaré : « Nous écoutons leur maquette actuelle et essayons d'aller encore plus loin, nous essayons de faire des choses qui sont fraîches et originales mais qui ressemblent toujours à EXO. ». Au début de leur carrière, Billboard a décrit EXO comme « entièrement inspiré par le son de la fin des années 1990 et du début des années 2000 avec de plus gros rythmes, plus de hook, de rap et des temps d'arrêts pour la danse »,. En 2016, Le groupe a créé un son plus mature et « dark » avec la sortie de leur troisième album studio, EX'ACT (plus particulièrement remarqué dans le single Monster), mettant en avant une utilisation accrue d'electro house et de synth-pop. Leur quatrième album studio, The War, a continué avec l'utilisation d'electro house, avec en plus, l'ajout de trap. Dans cet opus, le groupe utilise un nouveau genre : le reggae, omniprésent dans Ko Ko Bop.
Les membres d'EXO ont fait l'objet de critiques au début de leur carrière en raison de leur manque d'implication dans l'écriture et la production de leurs chansons. Cependant, en 2015, leur première chanson à être crédité sous le nom d'un des membres du groupe, est sortie sur leur album Love Me Right. La chanson Promise (EXO 2014), a été écrite par Chanyeol, Chen et Lay, c'était un « cadeau spécial » pour les fans avec des paroles les remerciant pour leur soutien. Par la suite, EXO a sorti plusieurs chansons écrites par des membres du groupe, dont Heaven et She's Dreaming de l'album EX'ACT et de sa réédition Lotto, le single promotionnel Lightsaber et également leur single phare Ko Ko Bop avec Touch It, Chill et Sweet Lies, issues de l'album The War et de sa réédition The Power of Music. Chen est également crédité dans l'écriture des paroles du titre Lights Out, extrait du mini-album Universe. Lay quant à lui, a écrit et composé la plupart des morceaux de ses deux albums solo, Lose Control et Lay 02 Sheep. Il a également écrit et composé son single 独角戏 (Monodrama), qui figure dans le projet SM Station. En décembre 2017, il a sorti le mini-album Winter Special Gift, contenant uniquement des chansons composées par lui-même.
Sur scène, EXO a été particulièrement apprécié pour sa chorégraphie de groupe synchronisée et ses scénographies élaborées. Le groupe a été chorégraphié au début de sa carrière par les chorégraphes hip-hop américains Tony Testa et Nicholas Bass pour respectivement Wolf (mais également Overdose) et Growl. Au cours des dernières années, EXO a collaboré avec les chorégraphes Kim Tae-woo (plus connu sous le nom de Kasper), Mihawk Back ou encore Shim Jae-won (de Beat Burger),,. Dazed a admiré « leurs chorégraphies homogènes et aiguisées », et définit le groupe comme « à la pointe de la domination pop ». Un élément de scène récurrent utilisé pour leurs tournées mondiales a été l'utilisation de l'eau sous la forme de pluie et des piscines peu profondes (visibles pendant les tournées EXO'luXion et EXO'rDIUM). Le magazine Cleo, qui a assisté à la troisième tournée, a affirmé que la « formule gagnante » d'EXO était l'utilisation de l'eau en cascade pendant White Noise et en particulier Lightsaber, de ce fait la plupart des membres étaient trempées à la fin de l'interprétation, ce qui a ravi leurs fans. Yahoo! a écrit : « Durant une partie de la prestation, les garçons se tenaient sur une scène en forme d'hexagone surélevée (modelée d'après le logo du groupe), et dansaient sensuellement pendant que l'eau pleuvait sur eux d'en haut ». Pendant l'EℓyXiOn à Singapour, le site Bandwagon a déclaré : « Il est remarquable que ce soit la quatrième tournée d'EXO depuis qu'ils ont débuté leur première tournée il y a seulement quatre ans. Vous pourriez supposer que leur programme et leurs concerts seraient répétitives et usées mais ce n'est pas du tout le cas. ».

## Impact
Avec la sortie de leur premier album studio en 2013, EXO est devenu le premier artiste sud-coréen en 12 ans à vendre un album à plus d'un million d'exemplaires ; le précédent artiste à avoir franchi ce palier était g.o.d, en 2001. En 2018, le groupe a reçu le titre de « Quintuple Million Sellers », pour avoir vendu ses cinq albums à plus d'un million d'exemplaires. Après la sortie de leur cinquième album studio, Don't Mess Up My Tempo, EXO est devenu le premier artiste sud-coréen à avoir fait ses débuts au XXIe siècle avec 10 millions d'albums vendus au total.
EXO a également contribué de manière significative au succès financier de leur agence SM Entertainment. Lors du quatrième trimestre de l'année 2018, celle-ci a enregistré le plus grand bénéfice trimestriel jamais enregistré pour une maison de disques sud-coréenne avec 13,4 millions de dollars. Parmi les artistes de l'agence, celle qui a généré les revenus les plus élevés était EXO justement, représentant 31 % des revenus totaux du quatrième trimestre avec 188 millions de dollars.
EXO a été décrit comme « le plus grand boysband au monde ». Ils ont gagné une immense popularité en Corée du Sud et ont été nommés par Forbes sur la liste annuelle Korea Power Celebrity (en) comme les célébrités les plus puissantes du pays en 2015 et 2016 ; parmi les cinq premiers en 2014, 2017 et 2018 ; et dans le top 10 en 2019. Ils ont reçu un certain nombre de surnoms honorifiques tels que « Kings of K-Pop » par Vogue, Metro, PageOne, y compris OBS. Ils ont également été nommés « choix de la nation » par le gouvernement sud-coréen. Le groupe est largement considéré comme une force proéminente dans la vague Hallyu, qui fait référence à l'essor et à la propagation de la culture pop sud-coréenne dans le monde. En discutant de la signification d'EXO dans un contexte mondial, le magazine Bustle les a décrits comme « la sensation ultime de la K-pop », disant « il n'y a vraiment rien de comparable à EXO ». Le groupe a reçu une attention supplémentaire pour avoir sorti ses albums studio simultanément en coréen et en mandarin. Vulture a décrit EXO comme « les leaders d'une génération K-pop » en décrivant la capacité du groupe à sortir de la musique à la fois sur les marchés coréens et chinois tout en continuant d'impressionner sur le sol américain avec leur classement sur Billboard et des concerts donnés dans les stades. En 2016, AsiaOne a déclaré que « EXO se transformait en une force mondiale omniprésente et imparable », citant leur popularité aux États-Unis, leur éloge critique et la taille de leur fandom mondial.
En avril 2018, Forbes a décrit EXO comme l'un des deux artistes dans le monde les plus sur-exposés sur les réseaux sociaux, l'autre étant le très célèbre groupe BTS. Les deux groupes ont dépassé la popularité d'artistes américains tels que Beyoncé, Justin Bieber ou encore Taylor Swift. Les statistiques Twitter de Next Big Sound montrent qu'avec 24 millions de mentions en une semaine, EXO a enregistré plus de 14 000 fois de ce qui était prévu. EXO s'est également classée deuxième au classement de fin d'année du Billboard Social 50 en 2018.
Le travail d'EXO a influencé de nombreux artistes, dont MVP (en), Kim Dong-han (en), NCT 127, Wanna One ainsi que Kang Daniel.

## Sous-groupes et solos

### EXO-CBX
Le 5 octobre 2016, SM Entertainment a annoncé qu'un premier sous-groupe d'EXO composé de trois membres : Chen, Baekhyun et Xiumin verra le jour. Une vidéo teaser est sortie le 22 octobre avec les trois membres présents laissant des indices sur le futur nom du sous-groupe et notamment la chanson-titre. Ils apparaissent pour la première fois en tant que sous-groupe le 23 octobre au Busan One Asia Festival pour l'interprétation du titre For You (chanson extraite du drama Moon Lovers: Scarlet Heart Ryeo de la chaîne SBS).
Deux jours après la sortie de la vidéo, le nom du sous-groupe est dévoilé, elle se nomme : EXO-CBX (ChenBaekXi). Leur premier mini-album Hey Mama! est sorti le 31 octobre accompagné du clip-vidéo de la chanson-titre Hey Mama!.
Le 10 mars 2017, le sous-groupe a annoncé faire ses débuts au Japon courant mai via un live sur LINE. Le 1er avril 2017, la date de leur comeback a été révélée avec la sortie de leur second mini-album, Girls, cette fois-ci en japonais sorti le 24 mai. Le 1er mai, une version courte du clip-vidéo pour la chanson phare Ka-CHING! est sorti. Le mini-album a été vendu à plus de 70 000 copies après sa sortie.

### EXO-SC
Le 5 juin 2019, selon les informations communiquées par OSEN, Sehun et Chanyeol devraient faire leurs débuts en tant que nouveau sous-groupe et premier duo d'EXO en juillet. Des sources affirment que Chanyeol et Sehun ont récemment terminé le tournage de leur clip et sont en phase finale de la préparation de leur album. Plus tard, SM Entertainment a confirmé ces propos.
Le 28 juin, il a été dévoilé que le duo réunissant Sehun et Chanyeol se nommera EXO-SC et qu'elle débutera avec un premier mini-album intitulé What a Life prévu pour le 22 juillet prochain, ce premier opus serait composé de six titres.

### Solos
- Le 28 octobre 2016, Lay a sorti son premier EP, intitulé Lose Control[210]. À sa sortie, l'album a été au top des charts Yinyuetai Daily, Weekly, Monthly et Yearly, les deux singles what U need? et Lose Control ont tous les deux atteint la première place sur l'Alibaba Music Chart et ont conservé leur place pendant 15 semaines[211]. En 2017, Lose Control a été vendu au total à 1,05 million d'exemplaires en Chine et 276 000 exemplaires en Corée du Sud[212],[213]. Le 7 octobre 2017, Lay sort son premier album studio intitulé Lay 02 Sheep[214]. L'album a connu un grand succès en étant le deuxième album numérique le plus vendu de l'année 2017 avec 628 638 exemplaires vendus. Le 19 octobre 2018, sous le label SM Entertainment et Zhang Yixing Studio, Lay sort sont second album Namanana. L'artiste a assuré la promotion de l'album aux États-Unis en participant à de nombreuses interviews et en organisant un fan event.

- Le 1er avril 2019, Chen a sorti à son tour son premier EP, qui s'intitule April, and a flower et comprend au total six chansons[215]. Au lendemain de la sortie du mini-album, il a été révélé que celui-ci avait pris la première place du Top Albums Charts de iTunes dans 32 pays différents depuis sa sortie incluant le Cambodge, le Qatar, l'Île Maurice, la Mongolie ou encore l'Égypte[216]. Plus tard, la même année, le 1er octobre, il sort son second mini-album, Dear my dear, qui prend la première place du Top Albums Charts de iTunes dans 36 pays différents[217].

- Le 10 juin 2019, Star News a révélé que Baekhyun allait sortir un album solo d'ici juillet. Une source de SM Entertainment l'a par la suite confirmé[218]. Le 20 juin, le nom du mini-album et sa date de sortie ont été révélés, l'EP s'intitule City Lights et sortira le 10 juillet[219]. Ce premier mini-album solo a atteint un chiffre impressionnant avant même sa sortie. Le 9 juillet, le très attendu opus avait enregistré des pré-ventes à l'ordre de 401 545 exemplaires. Au lendemain de sa sortie, il a été révélé que le mini-album avait pris la première place du Top Albums Charts de iTunes dans 66 pays différents depuis sa sortie[220]. L'EP figure également en tête des classements d'albums physique tels que Hanteo, Synnara Record, Kyobo Hottracks, ainsi que QQ Music et KuGou Music en Chine[221]. En l'espace d'un jour, 267 175 copies de City Lights ont été vendues selon Hanteo, faisant de Baekhyun l'artiste solo coréen de l'histoire à vendre le plus de copies d'un album en un jour, battant le précédent record de 82 514 copies en un jour détenu par Park Ji-hoon[222].

- Le 19 février 2020, les médias sud-coréens ont annoncé que Suho sortirait son tout premier mini-album solo courant mars. Plus tard, SM Entertainment a confirmé l'information[223]. Le 6 mars, l'agence a annoncé que le chanteur ferait ses débuts en solo le 30 mars avec un premier mini-album intitulé Self-Portrait, il devrait être constitué de six titres au total[224].
- Le 25 mai 2020 sort le second mini-album de Baekhyun nommé Delight avec sept titres.
- Le 30 mars 2021 sort le troisième mini-album de Baekhyun, Bambi avec six morceaux.
- Le 3 juillet 2020, il est annoncé que Kai va faire ses débuts en tant que soliste, la date de sortie de son premier album est annoncé le 10 novembre 2020 par SM Entertainment : l'album de six titres intitulé KAI (开) devrait paraître le 30 novembre.
- Le 27 juillet 2021, D.O. sort son premier mini-album Empathy composé de huit morceaux dont un en anglais et un en espagnol.
- Le 30 novembre 2021, Kai sort un deuxième album intitulé Peaches[225] composé de six titres.
- Le 4 avril 2022 sort le second mini-album de Suho nommé Grey Suit avec six titres.
- Le 18 août 2022, les médias sud-coréens ont annoncé que Xiumin sortirait sont tout premier mini-album solo en septembre. Plus tard, SM Entertainment a confirmé l'information[226]. Le 4 septembre, l'agence a dévoilé via une première image teaser, que le chanteur ferait ses débuts en solo le 26 septembre avec un premier mini-album intitulé Brand New[227].

## Membres
| Nom de scène | Nom de scène | Nom de naissance | Nom de naissance | Nom de naissance | Date de naissance | Nationalité | Position                                     |
| Nom          | Hangeul      | Hanja            | Hangeul          | Romanisé         | Date de naissance | Nationalité | Position                                     |
| ------------ | ------------ | ---------------- | ---------------- | ---------------- | ----------------- | ----------- | -------------------------------------------- |
| Xiumin       | 시우민       | 金珉錫           | 김민석           | Kim Min-seok     | 26 mars 1990      | Sud-coréen  | Chanteur, danseur, rappeur                   |
| Suho         | 수호         | 金俊勉           | 김준면           | Kim Jun-myeon    | 22 mai 1991       | Sud-coréen  | Leader, chanteur et danseur                  |
| Lay          | 레이         | 張藝興           | 장이씽           | Zhang Yixing     | 7 octobre 1991    | Chinois     | Danseur, chanteur et rappeur                 |
| Baekhyun     | 백현         | 邊伯賢           | 변백현           | Byun Baek-hyun   | 6 mai 1992        | Sud-coréen  | Chanteur et danseur                          |
| Chen         | 첸           | 金鐘大           | 김종대           | Kim Jong-dae     | 21 septembre 1992 | Sud-coréen  | Chanteur                                     |
| Chanyeol     | 찬열         | 朴燦烈           | 박찬열           | Park Chan-yeol   | 27 novembre 1992  | Sud-coréen  | Rappeur, chanteur et danseur                 |
| D.O.         | 디오         | 都暻秀           | 도경수           | Doh Kyung-soo    | 12 janvier 1993   | Sud-coréen  | Chanteur                                     |
| Kai          | 카이         | 金鍾仁           | 김종인           | Kim Jong-in      | 14 janvier 1994   | Sud-coréen  | Danseur, rappeur, chanteur, visuel et centre |
| Sehun        | 세훈         | 吳世勳           | 오세훈           | Oh Se-hun        | 12 avril 1994     | Sud-coréen  | Danseur, rappeur, visuel                     |

### Anciens membres
| Nom de scène | Nom de scène | Nom de naissance | Nom de naissance | Nom de naissance | Date de naissance | Nationalité     | Position                                     | Date de départ  |
| Nom          | Hangeul      | Hanja            | Hangeul          | Romanisé         | Date de naissance | Nationalité     | Position                                     | Date de départ  |
| ------------ | ------------ | ---------------- | ---------------- | ---------------- | ----------------- | --------------- | -------------------------------------------- | --------------- |
| Luhan        | 루한         | 鹿晗             | 루한             | Lu Han           | 20 avril 1990     | Chinois         | Chanteur, danseur et visuel                  | 10 octobre 2014 |
| Kris         | 크리스       | 吴亦凡           | 우판             | Wu Yifan         | 6 novembre 1990   | Sino / Canadien | Leader d'EXO-M, rappeur, chanteur et danseur | 15 mai 2014     |
| Tao          | 타오         | 黄子韬           | 황지타오         | Huang Zitao      | 2 mai 1993        | Chinois         | Rappeur, chanteur d'EXO-M                    | 24 août 2015    |

### EXO-K
| Nom de scène | Nom de scène | Nom de naissance | Nom de naissance | Nom de naissance | Date de naissance | Nationalité  | Position                                     |
| Nom          | Hangeul      | Hanja            | Hangeul          | Romanisé         | Date de naissance | Nationalité  | Position                                     |
| ------------ | ------------ | ---------------- | ---------------- | ---------------- | ----------------- | ------------ | -------------------------------------------- |
| Suho         | 수호         | 金俊勉           | 김준면           | Kim Jun-myeon    | 22 mai 1991       | Sud-coréenne | Leader d'EXO-K, chanteur, danseur d'EXO-K    |
| Baekhyun     | 백현         | 邊伯賢           | 변백현           | Byun Baek-hyun   | 6 mai 1992        | Sud-coréenne | Chanteur et danseur                          |
| Chanyeol     | 찬열         | 朴燦烈           | 박찬열           | Park Chan-yeol   | 27 novembre 1992  | Sud-coréenne | Rappeur, chanteur et danseur                 |
| D.O.         | 디오         | 都暻秀           | 도경수           | Do Kyung-soo     | 12 janvier 1993   | Sud-coréenne | Chanteur et danseur                          |
| Kai          | 카이         | 金鍾仁           | 김종인           | Kim Jong-in      | 14 janvier 1994   | Sud-coréenne | Danseur, rappeur, chanteur, visuel et centre |
| Sehun        | 세훈         | 吳世勳           | 오세훈           | Oh Se-hun        | 12 avril 1994     | Sud-coréenne | Danseur, rappeur, chanteur, visuel d'EXO-K   |

### EXO-M
| Nom de scène | Nom de scène | Nom de naissance | Nom de naissance | Nom de naissance | Date de naissance | Nationalité  | Position                  |
| Nom          | Hangeul      | Hanja            | Hangeul          | Romanisé         | Date de naissance | Nationalité  | Position                  |
| ------------ | ------------ | ---------------- | ---------------- | ---------------- | ----------------- | ------------ | ------------------------- |
| Xiumin       | 시우민       | 金珉錫           | 김민석           | Kim Min-seok     | 26 mars 1990      | Sud-coréenne | Danseur, chanteur d’EXO-M |
| Lay          | 레이         | 張藝興           | 장이씽           | Zhang Yixing     | 7 octobre 1991    | Chinoise     | Danseur et chanteur       |
| Chen         | 첸           | 金鐘大           | 김종대           | Kim Jong-dae     | 21 septembre 1992 | Sud-coréenne | Chanteur et danseur       |

## Discographie

### Albums
- 2013 : XOXO
- 2015 : Exodus
- 2016 : Ex'act
- 2017 : The War
- 2018 : Countdown (en japonais)
- 2018 : Don't Mess Up My Tempo
- 2019 : Obsession
- 2023 : Exist

### Rééditions
- 2013 : Growl
- 2015 : Love Me Right
- 2016 : Lotto
- 2017 : The Power of Music
- 2018 : Love Shot

### Mini-albums
- 2012 : Mama
- 2013 : Miracles in December
- 2014 : Overdose
- 2015 : Sing for You
- 2016 : For Life
- 2017 : Universe
- 2021 : Don't Fight the Feeling

### Albums live
- 2014 : Exology Chapter 1: The Lost Planet
- 2017 : EXO PLANET #3 - THE EXO'rDIUMdot in Seoul
- 2019 : EXO PLANET #4 - The EℓyXiOn dot
- 2020 : EXO PLANET #5 - EXpℓOration

## Tournées
- EXO From. EXO PLANET #1 - THE LOST PLANET (2014)
- EXO PLANET #2 - The EXO'luXion (2015–2016)
- EXO PLANET #3 - The EXO'rDIUM (2016–2017)
- EXO PLANET #4 - The EℓyXiOn (2017–2018)
- EXO PLANET #5 - EXpℓOration (2019)

## Filmographie

### Émissions de télé-réalité
| Année | Titre                                    | Chaîne      |
| ----- | ---------------------------------------- | ----------- |
| 2013  | EXO's Showtime                           | MBC Every 1 |
| 2014  | XOXO EXO                                 | Mnet        |
| 2014  | EXO 90:2014                              | Mnet        |
| 2015  | EXO SurpLINEs                            | Line TV     |
| 2015  | EXO Channel                              | TV Tokyo    |
| 2016  | EXOmentary Live                          | V Live (en) |
| 2017  | EXO Tourgram                             | V Live (en) |
| 2018  | EXO's World Travel On a Ladder (EXO-CBX) | V Live (en) |
| 2018  | EXO Arcade                               | V Live (en) |
| 2019  | EXO's World Travel On a Ladder           | tvN         |
| 2019  | Heart For You                            | V Live      |
| 2021  | EXO Arcade                               | YouTube     |
| 2022  | EXO's World Travel On a Ladder           | Wavve       |

### Dramas
| Année | Titre                | Membres | Rôle      | Chaîne        | Notes                  |
| ----- | -------------------- | ------- | --------- | ------------- | ---------------------- |
| 2012  | To the Beautiful You | EXO-K   | Eux-mêmes | SBS           | Apparition ; épisode 2 |
| 2015  | EXO Next Door        | EXO     | EXO       | Naver TV Cast | Personnages principaux |

## Autres activités

### Publicité
Début février 2013, EXO a commencé à promouvoir une marque sud-coréenne de vêtements, Kolon Sport. Le groupe a tourné une publicité pour une nouvelle paire de baskets nommés MOVE-XO. Ils ont également collaboré avec plusieurs marques coréennes de streetwear comme la boutique de collaboration, nommée Boy Who Cried Wolf (BWCW), qui a été présenté au OUT LAB, à Gangnam-gu. Elle fait référence à leur comeback de Wolf et à leur concept d’étudiant (d’où le Boy),. Le groupe a également un contrat de deux ans avec la marque de produits cosmétiques, Nature Republic, qui a été renouvelé plus tard et est encore actuellement actif,. Leur partenariat a eu tellement de succès qu'en 2015 et en 2016, la marque décide d'organiser des fansigns attirant respectivement 30 000 et 50 000 fans,. Par la suite, en 2017, un événement surprise est organisé par Nature Republic pour remercier ses clients, il s'agit du Green Nature EXO Fan Festival qui s'est déroulé devant des milliers de participants. Celui-ci a été réitéré les années suivantes,.
Actuellement, ils font la promotion pour diverses autres marques et compagnies comme SPAO, Baskin-Robbins, IVY Club, MCM Worldwide,, Pepero, Lotte World, Lotte Duty Free, Kangshifu Ice Tea, Hats On, Goobne Chicken et Skechers.
En 2018, à l'approche de la performance du groupe pour la cérémonie de clôture des Jeux olympiques d'hiver de 2018, EXO devint le visage de la société de sports d'hiver Kessler, basée en Suisse. En mars, le groupe a été annoncé comme les nouveaux ambassadeurs pour la Ligue majeure de baseball (MLB) en Asie. À la suite de cette annonce, Chanyeol, Kai et Sehun ont assisté à l'ouverture officielle du magasin dans le centre commercial Times Square basé dans la ville de Hong Kong le 23 mars. En juin, il a été révélé que le Ministère de la Culture, des Sports et du Tourisme, et l’Organisation du Tourisme Coréen avaient choisi EXO comme ambassadeur du tourisme coréen cette année. L’Organisation va mettre en place plusieurs vidéos promotionnelles afin de mettre en avant différents sujets comme l’histoire et la tradition, la vie quotidienne des coréens, ou encore la Hallyu, des sujets qui seront abordés par les membres du groupe dans ces vidéos afin de présenter aux touristes des choses à voir et à faire en Corée du Sud. L’Organisation a déclaré au sujet de cette collaboration : « EXO fait partie des stars représentatives de la K-pop, comme nous avons pu le voir via leur performance à la cérémonie de clôture des Jeux Olympiques. Ils ont un grand fan club partout dans le monde, et nous pensons qu’ils seront d’une grande aide afin d’amener plus de touristes en Corée du Sud. ».

### Engagements

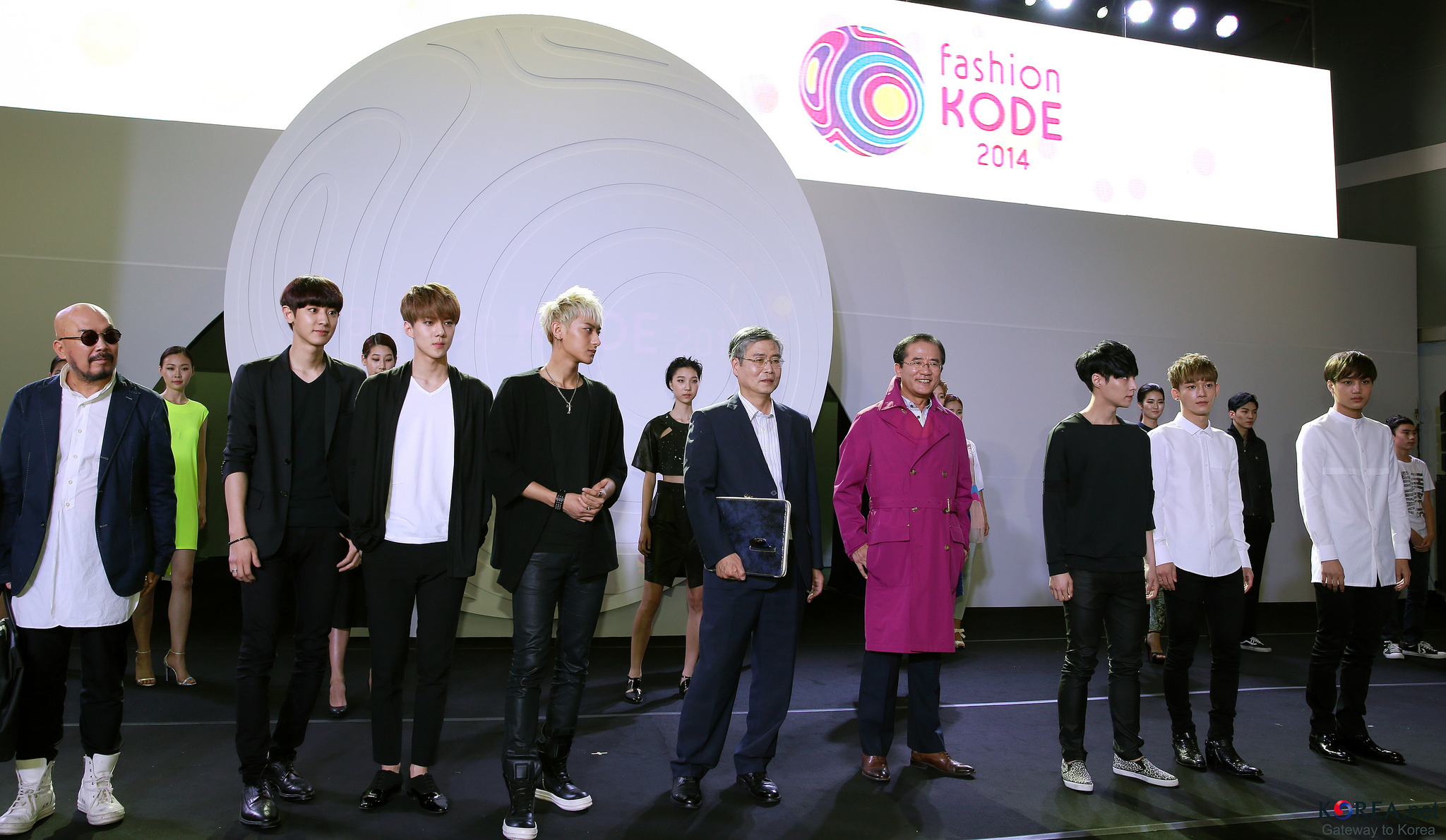
EXO à la Fashion KODE 2014.

Le 2 décembre 2012, EXO-K a été nommé ambassadeur d’honneur de la Croix-Rouge sud-coréenne. En juillet 2014, les membres d'EXO et l'actrice Bae Doona sont nommés ambassadeurs officiels de la Fashion KODE 2014, l'événement a été présenté par le ministère de la Culture, des Sports et du Tourisme Coréen et la Korea Active Content Agency Fashion Festival. Le même mois, Samsung a annoncé EXO comme l'ambassadeur de leur marque pour les Jeux olympiques de la jeunesse d'été de 2014.
En 2015, EXO a participé à Smile for U, une campagne réalisée par l'UNICEF coréenne et sponsorisée par la SM Entertainment qui permet l’éducation musicale d’enfants en Asie. Une partie des recettes de leurs mini-albums d'hiver Sing for You et For Life, leur troisième album studio EX'ACT ainsi que sa réédition Lotto ont été versées à celle-ci,. Sehun et Kai ont également participé à des séances de photos pour la campagne,. Une partie des bénéfices de la version Vivace de Don't Mess Up My Tempo a également été versée à celle-ci.

## Distinctions
EXO a reçu de nombreux prix en Corée du Sud et dans la Chine continentale. Le 14 juin 2013, plus d'un an après leur début officiel, le groupe a obtenu sa première victoire dans l'émission musicale hebdomadaire Music Bank avec leur single phare Wolf. EXO détient le record du plus grand nombre de victoires pour une chanson dans un groupe de K-pop avec un total de 18 victoires dans les émissions musicales pour Call Me Baby. Depuis, EXO a remporté plus de 100 victoires dans des émissions musicales, faisant de ce dernier le deuxième artiste à le faire, après les Girls' Generation.
EXO a reçu 25 Daesang (qui est la plus prestigieuse et importante récompense décernée dans l'industrie musicale coréenne) dans plusieurs cérémonies de remises des prix. Ceux-ci comprennent notamment six gagnés aux Mnet Asian Music Awards, et qui ont été enregistrés dans le Livre Guinness des records 2018 pour le « Plus de Daesang » remportés à cette cérémonie.
En novembre 2017, EXO a reçu le Prime Minister Commendation aux Korean Popular Culture & Arts Awards, décernés en reconnaissance du service public ou de l'excellence dans leur domaine. Lors de la remise du prix, Suho a déclaré : « Nous avons reçu un grand prix aux côtés de gens si brillants. Je ne peux pas penser à une meilleure description que c'est un honneur. C'est un énorme honneur…Nous, EXO, deviendrons des chanteurs qui informeront le monde de la Corée et pas seulement de la K-pop. ».